# معركة كربلاء
معركة كربلاء وتسمى أيضًا واقعة الطف هي معركة وقعت على ثلاثة أيام وختمت في 10 محرم سنة 61 للهجرة والذي يوافق 12 أكتوبر 680م، وكانت بين الحسين بن كلٍّ من علي بن أبي طالب وفاطمة الزهراء بنت النبي محمد، الذي أصبح المسلمون يطلقون عليه لقب «سيد الشهداء» بعد انتهاء المعركة، ومعه أهل بيته وأصحابه، وجيش تابع ليزيد بن معاوية.
تعدّ معركة كربلاء من أكثر المعارك جدلًا في التاريخ الإسلامي فقد كان لنتائج وتفاصيل المعركة آثار سياسية ونفسية وعقائدية لا تزال موضع جدل إلى الفترة المعاصرة، حيث تعدّ هذه المعركة أبرز حادثة من بين سلسلة من الوقائع التي كان لها دور محوري في صياغة طبيعة العلاقة بين السنة والشيعة عبر التاريخ وأصبحت معركة كربلاء وتفاصيلها الدقيقة رمزا للشيعة ومن أهم مرتكزاتهم الثقافية وأصبح يوم 10 محرم أو يوم عاشوراء، يوم وقوع المعركة، رمزًا من قبل الشيعة «لثورة المظلوم على الظالم ويوم انتصار الدم على السيف».
رغم قلة أهمية هذه المعركة من الناحية العسكرية إلا أن هذه المعركة تركت آثارًا سياسية وفكرية ودينية هامة. حيث أصبح شعار «يا لثارات الحسين» عاملًا مركزيًا في تبلور الثقافة الشيعية وأصبحت المعركة وتفاصيلها ونتائجها تمثل قيمة روحانية ذات معاني كبيرة لدى الشيعة، الذين يعتبرون معركة كربلاء ثورة سياسية على الظلم. بينما أصبح مدفن الحسـين في كربلاء مكانًا مقدسًا لدى الشيعة يزوره مؤمنوهم، مع ما يرافق ذلك من ترديد لأدعية خاصة أثناء كل زيارة لقبره. أدى مقتل الحسين إلى نشوء سلسلة من المؤلفات الدينية والخطب والوعظ والأدعية الخاصة التي لها علاقة بحادثة مقتله وألفت عشرات المؤلفات لوصف حادثة مقتله.
يعتبر الشيعة معركة كربلاء قصة تحمل معاني كثيرة «كالتضحية والحق والحرية» وكان لرموز هذه الواقعة حسب الشيعة دور في الثورة الإيرانية وتعبئة الشعب الإيراني بروح التصدي لنظام الشاه، وخاصة في المظاهرات المليونية التي خرجت في طهران والمدن الإيرانية المختلفة أيام عاشوراء والتي أجبرت الشاه السابق محمد رضا بهلوي على الفرار من إيران، ومهدت السبيل أمام إقامة النظام الإسلامي الشيعي في إيران.

## جذور الخلاف بين السنة والشيعة
نشأ الخلاف لاعتقاد البعض أن نصوصًا كانت حول ما اعتبروه أحقية علي بن أبي طالب بخلافة الرسول محمد، وهي الآية القرآنية: ﴿إِنَّمَا وَلِيُّكُمُ اللَّهُ وَرَسُولُهُ وَالَّذِينَ آمَنُوا الَّذِينَ يُقِيمُونَ الصَّلَاةَ وَيُؤْتُونَ الزَّكَاةَ وَهُمْ رَاكِعُونَ ۝٥٥﴾ [المائدة:55] التي يطلق عليها الشيعة تسمية آية الولاية، حيث يرون أنها نزلت بحق علي بن ابي طالب. بينما اعتبر أهل السنة والجماعة أنها آية عامة لا دلالة فيها على أحقية الخلافة لصحابي معين.
يرى معظم علماء الدين المسلمين أن حادثة سقيفة بني ساعدة تشير إلى أن من حق المسلمين تحديد ما يصلح لهم في كل عصر ضمن إطار القواعد الرئيسة للإسلام. توزعت الآراء حول اختيار الحاكم في سقيفة بني ساعدة
إلى ثلاتة آراء رئيسية: رأي يرى بقاء الحكم في قريش مستندا إلى أبي بكر الذي قال: 
| معركة كربلاء | إن العرب لن تعرف هذا الأمر إلا لهذا الحي من قـريش ،هم أوسط العرب نسبا ودارا | معركة كربلاء |

وكان هذا مخالفا لرأي أهل المدينة المنورة (الأنصار) الذين استقبلوا الدعوة الإسلامية واتخذ المسلمون من مدينتهم ملاذا ونقطة انطلاق بدلا من مكة، وكان لذلك رأي ثالث بأن يكون من الأنصار أمير ومن المهاجرين أمير آخر ودار النقاش في سقيفة بني ساعدة. وقع الاختيار في النهاية على أبي بكر ليتولى الخلافة -ربما على أساس أن النبي محمد اختاره لإمامة جموع المسلمين حين أقعده المرض، مع وجود رواية تاريخية أخرى تقول بأن أبا بكر كان ضمن جيش أسامة ورجع عندما أرسلت له ابنته السيدة عائشة مبلغة إياه بسوء الحالة المرضية للنبي فرجع وتقدم للصلاة فلما علم النبي في تقدم أبي بكر جاء واستأنف الصلاة من بدايتها ولم يبن على صلاة أبي بكر، ولم يكن في الأمر انفرادٌ في اتخاذ القرار وبينما اعتبرت العملية التي تمت تحت تلك السقيفة في نظر السنة أكثر ديمقراطية في ذلك الوقت من العديد من أنظمة الحكم الوراثية التي كانت ولا تزال لحد هذا اليوم شائعة في بعض مناطق العالم. اعتبر الشيعة غياب ركن هام في المجتمع الإسلامي وهو الهاشميون ينقص من اكتمال اجتماع السقيفة حيث غاب عنها علي بن أبي طالب والعباس بن عبد المطلب وباقي أبناء عبد المطلب حيث كانوا مشغولين بتغسيل الرسول وتكفينه واعترض على نتائجها بعض الصحابة أمثال أبو ذر الغفاري وعمار بن ياسر والمقداد بن عمرو وأسامة بن زيد وغيرهم.
من جهة أخرى يعتقد الشيعة أن بعض الحوادث التاريخية مثل غدير خم وحادثة الكساء وائتمان الرسول لعلي على شؤون المدينة أثناء غزوة تبوك وبعض النصوص في القرآن والحديث النبوي مثل حديث السفينة وحديث الثقلين وحديث دعوة العشيرة وحديث المنزلة فيها إشارة واضحة إلى حق علي بن أبي طالب بخلافة النبي محمد، على الرغم من مبايعة علي لأبي بكر ليكون الخليفة رغبة منه في تفادي حدوث صدع في صفوف المسلمين، بينما يذهب البعض الآخر إلى التشكيك أصلا في مبايعة علي لأبي بكر استنادًا إلى تأويل بعض الروايات التي رواها ابن كثير وابن الأثير والطبري عن امتناع علي بن أبي طالب وبعض من الصحابة في دار فاطمة الزهراء عن البيعة لأبي بكر.
بعد مقتل عثمان بن عفان الذي كان من بني أمية، أخذ معاوية بن أبي سفيان الذي كان من بني أمية أيضًا مهمة الثأر لعثمان بسبب ما اعتبره معاوية عدم جدية علي بن أبي طالب في معاقبة قتلة عثمان. وتفاقم الخلاف بين علي ومعاوية مفضيًا إلى صراع مسلح بينهما في معركة صفين، ولكن واقعة التحكيم أدت إلى حدوث انشقاقات في صفوف قوات علي بن أبي طالب. وأطلقت تسمية الخوارج على الطائفة التي كانت من شيعة علي بن أبي طالب ثم فارقته وخرجت عليه وقاتلته. استغل معاوية ضعف القيادة المركزية لخلافة علي وقام بصورة غير مركزية ببسط نفوذه على الشام ومصر، وبعد اغتيال علي في عام 661م كان معاوية في موضع قوة أفضل من ابن الخليفة الراحل الحسن بن علي بن أبي طالب، الذي فضل أن يعيش في المدينة المنورة لأسباب لا تزال موضع نقاش إلى الآن. فحسب السنة قام الحسن بمبايعة معاوية وحسب الشيعة فإن المبايعة تمت بسبب تقديرات الحسن لموقف أهل البيت الذي كان في وضع لا يحسد عليه بعد اغتيال علي بن أبي طالب ويعتبر البعض أن الحسن بن علي «تنازل» عن الخلافة لمعاوية بن أبي سفيان على شرط أن تعود طريقة الخلافة بعد موته إلى نظام الشورى بين المسلمين. ويعتبر البعض أن تعيين يزيد بالوراثة خليفة على المسلمين بعد وفاة معاوية بن أبي سفيان كان نقطة تحول في التاريخ الإسلامي حيث شكل بداية لسلسلة طويلة من الحكام الذين يستولون على السلطة بالقوة ليورثوها فيما بعد لأبنائهم وأحفادهم ولا يتنازلون عنها إلا تحت ضغط ثورات شعبية أو انقلابات عسكرية أو حركات تمرد مسلحة.

## قبل المعركة

### خلافة معاوية
استنادا لمصادر تاريخية فإن الخلافة استقرت لمعاوية بن أبي سفيان بعد توقيع معاهدة الصلح مع الحسن بن علي بن أبي طالب ويعتقد البعض أن مجموعة من العوامل أدت إلى تنازل الحسن لمعاوية منها:
- محاولة لحقن الدماء وتوحيد الكلمة بعد سلسلة من الصراعات الداخلية بين المسلمين ابتداءً من فتنة مقتل عثمان إلى معركة الجمل ومعركة صفين وقد أثنى الكثير على هذه المبادرة وسمي العام الذي تم فيه الصلح «عام الجماعة».
- مبادرة الصلح والتنازل كانت مشروطة بعودة طريقة الخلافة إلى الحسن بن علي بن أبي طالب بعد موت معاوية.

أعقب هذا الصلح فترة من العلاقات الهادئة بين المتصارعين في معركة صفين، وبعد وفاة الحسن. عندما قام معاوية وهو على قيد الحياة بترشيح ابنه «يزيد بن معاوية» للخلافة من بعده قوبل هذا القرار بردود فعل متفاوتة، فقد كان هذا في نظر البعض نقطة تحول في التاريخ الإسلامي من خلال توريث الحكم وعدم الالتزام بنظام الشورى الذي كان متبعا في اختيار الخلفاء السابقين، وكان العديد من كبار الصحابة لا يزالون على قيد الحياة واعتبر البعض اختيار يزيد للخلافة يستند على عامل توريث الحكم فقط، وليس على خبرات المرشح الدنيوية والدينية والفقهية. وبدأت بوادر تيار معارض لقرار معاوية بتوريث الحكم تركز بالحسين بن علي، وعبد الله بن الزبير وعبد الله بن عمر بن الخطاب.

### خلافة يزيد وامتناع الحسين من مبايعته
عند وفاة معاوية بن أبي سفيان أصبح ابنه يزيد بن معاوية خليفة ولكن تنصيبه جوبه بمعارضة من قبل بعض المسلمين وكانت خلافة يزيد التي دامت ثلاث سنوات وصلة حروب متصلة، ففي عهده حدثت ثورة كربلاء ثم حدثت ثورة في المدينة انتهت بوقعة الحرة ونُهبت المدينة. كما سار مسلم بن عقبة المري إلى مكة لقتال عبد الله بن الزبير وأصيبت الكعبة بالمنجنيقات. حاول يزيد بطريقة أو بأخرى إضفاء الشرعية على تنصيبه خليفةً فقام بإرسال رسالة إلى والي المدينة المنورة – الوليد بن عتبة بن أبي سفيان- كتابًا يخبره بموت معاوية ويأمره بأخذ البيعة بالقوة حيث جاء فيه: «أما بعد فخذ حسينًا وعبد الله بن عمر وعبد الله بن الزبير بالبيعة أخذًا شديدًا ليست فيه رخصة حتى يبايعوا والسلام». ثم أردف يزيد كتابه هذا بكتاب آخر جاء فيه: «أما بعد فإذا أتاك كتابي هذا فعجّل عليّ بجوابه وبيّن لي في كتابك كل من في طاعتي أو خرج عنها وليكن مع الجواب رأس الحسين بن علي». فاستشار الوليد بن عتبة، مروان بن الحكم فاشار عليه بأن يبعث إلى هؤلاء فيدعوهم إلى البيعة والدخول في الطاعة.
فأرسل الوليد، عبد الله بن عمرو بن عثمان وهو إذ ذاك غلام حدث إلى الحسين وابن الزبير وابن عمر وعبد الرحمن بن أبي بكر يدعوهم إلى دار الإمارة فجاء ومعه ثلاثين من مواليه والهاشميين فدخل على الوليد في دار الإمارة في المدينة. فلما جلس أقرأه الوليد الكتاب ونعى له معاوية ودعاه إلى البيعة فقال: «إنا لله وإنا إليه راجعون، أما ما سألتني من البيعة فإن مثلي لا يعطي بيعته سرًا ولا أراك تجتزئ بها مني سرًا دون أن نظهرها على رؤوس الناس علانية!» قال الوليد: «أجل». قال: «فإذا خرجت– غدًا- إلى الناس فدعوتهم إلى البيعة دعوتنا مع الناس فكان أمرًا واحدًا».
وفي عصر اليوم التالي بعث الوليد الرجال إلى الحسين عند المساء، فقال: «أصبحوا ثم ترون ونرى». فكفوا عنه تلك الليلة ولم يلحّوا عليه فخرج من تحت ليلته وهي ليلة الأحد ليومين بقيا من رجب سنة ستين متوجها صوب مكة.

## خروج الحسين من المدينة
بعد أن قرر الحسين الخروج من المدينة توجه نحو قبر أمّه وأخيه ثم رجع إلى داره، وذهب بعض المؤرخين إلى القول بأنّه بقي ليلتين إلى جانب قبر جدّه الرسول محمد.

### وصية الحسين لأخيه ابن الحنفية
لما علم أخوه محمد بن الحنفية بعزم الحسين على الخروج من المدينة أسرع إليه يستعلم الحال فكتب إليه الحسين وصيته التي جاء فيها: «هذا ما أوصى به الحسين بن علي بن أبي طالب لأخيه محمد بن الحنفية، المعروف بابن الحنفية أنّ الحسين بن علي يشهد أن لا إله إلاّ الله وحده لا شريك له، وأنّ محمدًا عبده ورسوله.... وأنّي لم أخرج أشرًا، ولا بطرًا، ولا مفسدًا، ولا ظالمًا، وإنما خرجت لطلب الإصلاح في أُمّة جدّي محمد صلى الله عليه وآله وسلم أُريد أن آمر بالمعروف، وأنهى عن المنكر، وأسير بسيرة جدُي محمد صلى الله عليه وآله وسلم وسيرة أبي علي بن أبي طالب، فمن قبلني بقبول الحق فالله أولى بالحق، ومن ردَّ عليَّ هذا، أصبر حتى يقضي الله بيني وبين القوم بالحق، وهو خير الحاكمين».

## حركة الحسين نحو مكة
خرج الحسين ليلة الثامن والعشرين من رجب، وفي رواية أخرى خرج في الثالث من شعبان سنة ستين للهجرة مع اثنين وثمانين من أهل بيته وأصحابه بما فيهم النساء والاطفال من المدينة متوجها صوب مكة. ومعه بنوه وإخوته وبنو أخيه وجلّ أهل بيته إلا محمد بن الحنفية فسار بإخوته وأخواته وأبنائه وسائر أهل بيته يرافقه 21 من أصحابه وأنصاره. ولزم الطريق الأعظم، فقال له أهل بيته: «لو تنكّبت الطريق كما فعل ابن الزّبير لكيلا يلحقك الطلبُ»، قال: «لا والله لا أُفارقه حتّى يقضي الله ما هو قاض». فلقيه عبد الله بن مطيع وكان من أشراف العرب فقال له: «جُعلت فداك أين تريد؟» قال: «أمّا الآن فمكّة...». وبعد خمسة أيام وصلت قافلة الحسين إلى مكة وكان ذلك في الثالث من شعبان من سنة ستين للهجرة. فاستقبلته الجماهير وحجاج بيت الله الحرام. وأهل مكة ومن كان بها من المعتمرين وأهل الآفاق يختلفون إليه ويجتمعون عنده.

### كتب الكوفيين ودعوة الحسين للثورة

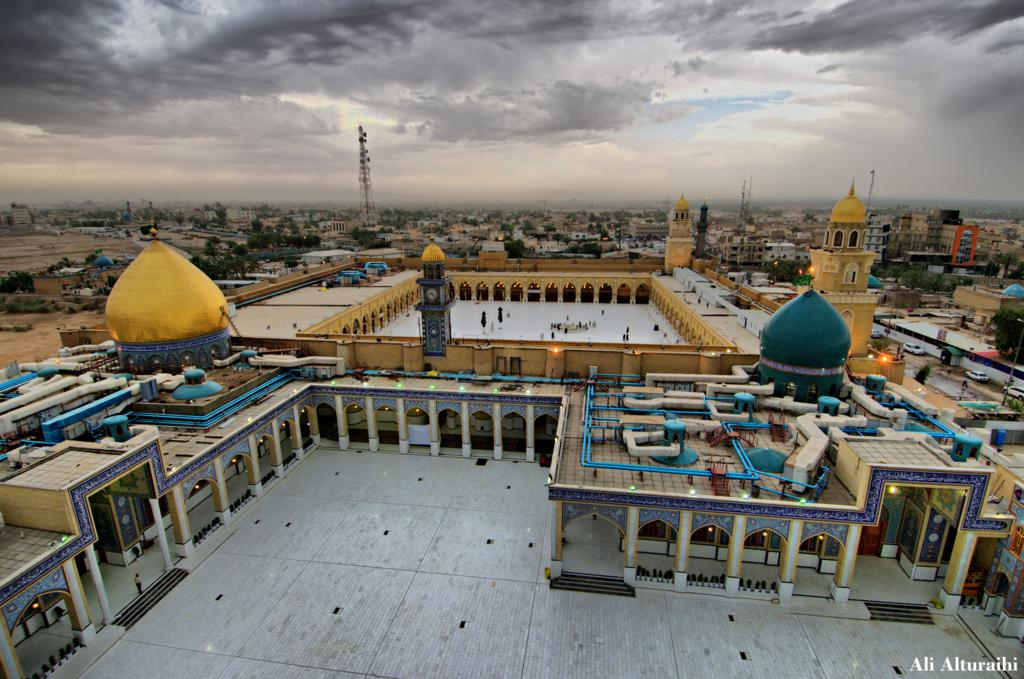
مرقد مسلم بن عقيل (إلى اليسار من الصورة) ومرقد هانئ بن عروة (إلى اليمين) في مسجد الكوفة.

وصلت أنباء رفض الحسين بن علي مبايعة يزيد واعتصامه في مكة إلى الكوفة التي كانت أحد معاقل القوة لشيعة علي بن أبي طالب وبرزت تيارات في الكوفة تؤمن أن الفرصة قد حانت لأن يتولى الخلافة الحسين بن علي واتفقوا على أن يكتبوا للحسين يحثونه على القدوم إليهم، ليسلموا له الأمر، ويبايعوه بالخلافة. فاجتمعت الشيعة بالكوفة في منزل الصحابي سليمان بن صرد، فكتبوا إليه: «إنه ليس علينا إمام فأقبل لعل الله أن يجمعنا بك على الحق. ثم سرحوا الكتاب مع عبد الله بن مسمع الهمداني وعبد الله بن وال» فخرجا مسرعين حتى قدما على الحسين بمكة لعشر مضين من شهر رمضان.
و لبث أهل الكوفة يومين بعد تسريحهم بالكتاب السابق وأنفذوا قيس بن مسهر الصيداوي وعبد الرحمن بن عبد الله الأرحبي وعمارة بن عُبيد السلولي ومعهم نحو من مائة وخمسين صحيفة من الرجل والاثنين والأربعة. ثم لبثوا يومين آخرين وسرحوا إليه هانئ بن هانئ السبيعي وسعيد بن عبد الله الحنفي وكتبوا إليه: «أما بعد فحي هلا فإن الناس ينتظرونك لا رأي لهم غيرك فالعجل العجل ثم العجل العجل والسلام».
والغريب في الأمر أن شبث بن ربعي الذي يعد من الموالين للحكم الأموي، كتب هو الآخر مع حجار بن أبجر ويزيد بن الحارث بن رويم وعروة بن قيس وعمرو بن الحجاج الزبيدي ومحمد بن عمرو التميمي: «أما بعد فقد أخضر الجناب وأينعت الثمار فإذا شئت فأقدم على جند لك مجند والسلام». مجمعين على ضرورة قدومه إلى الكوفة.
ومع ذلك بقي الإمام يتأمل في كتب القوم ولم يكتب في جوابها شيئًا حتى وصل إليه في يوم واحد ستمائة كتاب من الكوفيين، ثم توالت عليه الكتب والرسائل من سائر الكوفيين حتى بلغ عدد الكتب اثني عشر ألف كتاب. وعندئذ كتب مع هانئ بن هانئ وسعيد بن عبد الله الحنفي وكانا آخر الرسل: «من الحسين بن علي إلى الملأ من المسلمين والمؤمنين أما بعد فإن هانئا وسعيدًا قدما عليّ بكتبكم وكانا آخر من قدم علي من رسلكم... وإني باعث إليكم أخي وابن عمّي وثقتي من أهل بيتي فإن كتب إلي أنه قد اجتمع رأي ملئكم وذوي الحجا والفضل منكم على مثل ما قدمت به رسلكم وقرأت في كتبكم أقدم عليكم وشيكًا إن شاء الله». فجعل الإمام ذهابه إلى الكوفة منوطًا بما يصله من سفيره مسلم بن عقيل لاستطلاع حقيقة الأمر وليخبره بما يدور في الساحة الكوفية.

### سفير الحسين في الكوفة
خرج مسلم سرًّا في منتصف رمضان ثم أقبل حتى دخل الكوفة في الخامس من شهر شوال، ونزل في دار المختار بن أبي عبيد الثقفي. وكان أمير الكوفة النعمان بن بشير الأنصاري. فأقبلت الشيعة تختلف إلى مسلم وبايعه الناس حتى بايعه منهم ثمانية عشر ألفا.
لكن هذا الخبر وصل بسرعة إلى الخليفة الأموي الجديد الذي قام على الفور بعزل والي الكوفة النعمان بن بشير بتهمة تساهله مع الاضطرابات التي تهدد الدولة الأموية وقام الخليفة يزيد بتنصيب والٍ آخر كان أكثر حزمًا اسمه عبيد الله بن زياد فاقبل عبيد الله حتى دخل الكوفة وعليه عمامة سوداء وهو متلثم فلما دخل قصر الإمارة أماط اللثام عن وجهه.
وأصبح ابن زياد فنادى الصّلاة جامعة فاجتمع النّاس، فخرج إليهم وخطبهم ووعد المحسن بالإحسان وتوعّد المسيء بأشدّ العقاب، فبلغ ذلك مسلم بن عقيل فانتقل من دار المختار إلى دار هاني بن عروة. وكان مسلم بن عقيل قد كتب كتابًا أرسله إلى الحسين مع عابس بن أبي شَبيب الشاكري. يقول فيه: أما بعد فانّ الرائد لا يكذب أهله وأن جميع أهل الكوفة معك وقد بايعني منهم ثمانية عشر ألفًا فعجل الإقبال حين تقرأ كتابي هذا.
وكان ابن زياد قد دعا مولى له، يقال له: معقل، فقال له: خذ ثلاثة آلاف درهم واطلب مسلم بن عقيل والتمس أصحابه، فإذا ظفرت بواحد منهم أو جماعة فأعطهم هذه الثلاثة آلاف درهم، وقل لهم: استعينوا بها على حرب عدوكم وأعلمهم أنك منهم. وقد تمكن الرجل من إنجاز المهمة والتعرف على مكان مسلم عن طريق مكيدة خدع من خلالها مسلم بن عوسجة. ولمّا علم عبيد الله بمكان مسلم وأنّه في دار هانئ أعدّ مكيدة تمكن من خلالها من جلب هانئ إلى دار الإمارة وحبسه هناك. ولما علم مسلم بن عقيل بحبس هانئ بن عروة نادى في أصحابه «يا منصور أمت» وحاصر دار الإمارة مع أربعة آلاف من أصحابه.
فدعا ابن زياد كثير بن شهاب وأمره أن يخرج فيمن أطاعه من مذحج، فيسير في الكوفة ويخذل الناس عن ابن عقيل، ويخوفهم الحرب، ويحذرهم عقوبة السلطان. وأمر محمد بن الاشعث أن يخرج فيمن أطاعه من كندة وحضرموت فيرفع راية أمان لمن جاء من الناس، وقال مثل ذلك للقعقاع الذهلي وشبث بن ربعي التميمي وحجار بن أبجر السلمي وشمر بن ذي الجوشن العامري.
فتفرق الناس عن مسلم بن عقيل ولم يبق معه سوى ثلاثين رجلا. ولما فرغ من صلاتي المغرب والعشاء تفرق الثلاثون عنه أيضًا وأمسى وحيدًا في دروب الكوفة. فلجأ إلى بيت السيدة طوعة التي آوته بعد أن أعلمها بأن أهل الكوفة قد خذلوه. ولما تخاذل الناس واستتبت الأمور لابن زياد ذهب إلى المسجد وبعد أن أقام الصلاة أمر بالبحث عن مسلم بن عقيل. ولما علم ابن طوعة بمكان مسلم غدا على ابن زياد وأخبره عن مكانه. فالتفت ابن زياد إلى محمّد بن الأشعث وقال له: قُم وآتني به، وأرسل معه سبعين رجلًا فلمّا سمع مسلم وَقْعَ حوافر الخيل خرج إليهم بسيفه وجعل يضرب فيهم يمينًا وشمالا. حتى أثخن بالجراح فازدحموا عليه فأوثقوه كِتافًا. فأقبل مسلم على محمد بن الأشعث وعمر بن سعد وطلب منهما أن يبعثا رجلا يبلغ الحسين بما آلت إليه الأمور ويطلب منه الرجوع. وكان خروج مسلم بالكوفة يوم الثلاثاء لثمان مضَيْن من ذي الحجّة وهو اليوم الذي خرج فيه الحسين من مكّة وهو يوم التروية التاسع من ذي الحجة. وكان مقتله بعد شهرين وأربعة أيام قضاها في الكوفة.
وبعد مقتل مسلم بن عقيل التقى مبعوث محمد بن الأشعث وعمرو بن سعد بالحسين في منطقة زُبالة واوصل له رسالة ابن عمّه مسلم بن عقيل إليه التي يخبره فيها بتفرق الناس عنه. فتأثر الحسين لذلك كثيرًا وخاطب الناس: أما بعد فإنه قد أتانا خبر فظيع، قتل مسلم بن عقيل، وهاني بن عروة، وعبد الله بن يقطر، وقد خذلتنا شيعتنا.

## حركة الحسين من مكة إلى الكوفة

### عمرة الحسين وأصحابه
شاع في الوسط المكي ما عزم الحسين من السفر إلى الكوفة فجاءه عبد الله بن عمر ومحمد بن الحنفية لصرفه عن سفره هذا،
إلا أن الحسين كان قد عقد العزم على ذلك فطاف بالبيت مع أصحابه وسعى بين الصفا والمروة وخرج من مكة المكرمة بعد أربعة أشهر وخمسة أيام قضاها فيها وكان ذلك في يوم الثلاثاء المصادف للثامن من ذي الحجّة (يوم التروية)، وكان معه اثنان وثمانون وقيل ستون من كبار الكوفيين وأتباعه وأهل بيته.
لمّا خرج الحسين من مكة اعترضته رسل عمرو بن سعيد بن العاص بقيادة يحيى بن سعيد، فقالوا له: انصرف أين تذهب ! فأبى عليهم ومضى. وقال الدينوري: ولمّا خرج الحسين اعترضه صاحب شرطة أميرها عمرو بن سعيد بن العاص في جماعة من الجند، فقال: إن الأمير يأمرك بالانصراف، فانصرف، وإلا منعتك، فامتنع الحسين، وتدافع الفريقان، واضطربوا بالسياط. وبلغ ذلك عمرو بن سعيد، فخاف أن يتفاقم الأمر، فأرسل إلى صاحب شرطته يأمره بالانصراف.

### المنازل المختلفة في طريق الحسين إلى الكوفة
اجتازت قافلة الحسين الكثير من المنازل في طريقها إلى الكوفة، منها: التنعيم؛ الصفاح حيث التقى بالفرزدق الشاعر المعروف؛ ذات عرق الذي التقى الحسين فيها مع بشر بن غالب ومع عون بن عبد الله بن جعفر؛ وادي العقيق؛ غمرة؛ أم خرمان؛ سلح؛ أفيعية؛ العمق؛ سليلية؛ مغيثة ماوان، النفرة، الحاجز حيث أرسل من هناك قيس بن مسهر إلى الكوفيين؛ سميراء، أجفر حيث التقى فيها عبد الله بن مطيع العدوي الذي نصح الحسين بالرجوع؛ الخُزَيْميَّةُ؛ زرود حيث التحق به زهير بن القين في التاسع من ذي الحجة والالتقاء مع أبناء مسلم بن عقيل ووصول خبر مقتل مسلم بن عقيل وهاني بن عروة؛ الثعلبية؛ بطان، الشقوق؛ زبالة علم فيها بشهادة قيس بن مسهر، والتحاق جماعة منهم نافع بن هلال بركب الإمام؛ بطن عقبة التقى فيه مع عرمة بن لوزان الذي نصحه بالعدول عن سفره؛ العمية؛ واقصة؛ شراف؛ بركة أبي مسلك؛ جبل ذي حُسَم الذي التقى فيه مع الحر بن يزيد الرياحي؛ البيضة؛ المسيجد؛ الحمام، المغيثة، أم القرون، العذيب؛ قصر بني مقاتل الذي التقى فيه بعبيد الله بن الحر الجعفي؛ القطقطانة، كربلاء؛ وادي الطف الذي نزله في الثاني من المحرم سنة 61 هجرية.

### كتاب الحسين إلى أهل الكوفة
سجلت المصادر التاريخية أنه لمّا بلغ الحسين الحاجر من بطن الرّمة، كتب كتابًا إلى جماعة من أهل الكوفة، منهم: الصحابي سليمان بن صرد الخزاعي، والمسيّب بن نجبة، ورفاعة بن شداد وغيرهم. وأرسله مع قيس بن مسهّر الصيداوي. وذلك قبل أنْ يعلم بقتل مسلم، فأقبل قيس بكتاب الحسين إلى الكوفة، فلمّا انتهى قيس إلى القادسيّة، اعترضه الحُصين بن نمير ليفتّشه فأخرج قيس الكتاب وخرّقه، فحمله الحُصين إلى ابن زياد فلمّا مثُل بين يديه، قال له: مَن أنت؟ قال: أنا رجل من شيعة أمير المؤمنين علي بن أبي طالب وابنه الحسين. قال: فلماذا خرّقت الكتاب؟ قال: لئلاّ تعلم ما فيه. فغضب ابن زياد وقال: والله، لا تفارقني حتّى تخبرني بأسماء هؤلاء القوم أو تصعد المنبر فتسبّ الحسين بن علي وأباه وأخاه، وإلاّ قطّعتك إربًا إربًا. فقال قيس: أمّا القوم فلا اُخبرك بأسمائهم، وأمّا السبّ فأفعل.
فصعد قيس، فحمد الله وأثنى عليه وصلّى على النّبي ثمّ قال: أيّها النّاس، إنّ هذا الحسين بن علي خير خلق الله، ابن فاطمة بنت رسول الله صلى الله عليه وآله وسلم، وأنا رسوله إليكم وقد خلّفته بالحاجر فأجيبوه.

### وصول خبر قتل المسلم وهاني وعبد الله يقطر
روي أن الحسين قبل أن يصله خبر قتل مسلم بن عقيل أرسل إليه كتابًا بيد أخيه من الرضاعة عبد الله بن يقطر وفي الطريق اعترضه الحصين بن نمير فسيره من القادسية إلى ابن زياد فقال له: «اصعد فوق القصر والعن الكذاب ابن الكذاب ثم انزل حتى أرى فيك رأيي، فصعد فاعلم الناس بقدوم الحسين عليه السلام ولعن ابن زياد وأباه، فأمر به ابن زياد فرُمي من أعلى القصر فتكسّرت عظامه وبقي به رمق، فأتاه رجل يقال له عبد الملك بن عُمير اللخمي فذبحه.»
فبلغ خبر مسلم وهاني وعبد الله بن يقطر الحسين وهو في زبالة.

### كتاب الحسين إلى أهل البصرة
كتب الحسين إلى جماعة من أشراف البصرة ورؤساء الأخماس (أي قبائل: العالية، بكر بن وائل، تميم، عبد القيس والأزد). كتابا مع مولى له اسمه سليمان ويكنى أبا رزين إلى كل من مالك بن مِسمَع البكري، الأحنف بن قيس، المُنذِر بن الجارود، مسعود بن عمرو، قيس بن الهيثم، عمرو بن عبيد الله بن مَعمَر.
فجاءت منه نسخة واحدة إلى جميع أشرافها وفيه: «أمّا بعد... قد بعثتُ رسولي إليكم بهذا الكتاب، وأنا أدعوكم إلى كتاب اللّه وسنّة نبيّه، فإنّ السنّة قد أميتت، وإنّ البدعة قد أُحييت، وأن تسمعوا قولي وتطيعوا أمري أهدكم سبيل الرشاد، والسلام عليكم ورحمة اللّه».
فكان كل من قرأ كتاب الحسين كتمه عن ابن زياد، ولم يخبر به أحد إلا المنذر بن الجارود فإنه جاء بالكتاب إلى عبيد الله بن زياد، لأنّ المنذر خاف أن يكون الكتاب دسيسًا من عبيد الله فأخذ عبيد الله الرسول فصلبه.

### قطع الطريق على قافلة الحسين
لمّا بلغ عبيد الله بن زياد خروج الحسين من مكّة وأنّه توجّه نحو العراق بعث الحُصين بن نُمير صاحب شرطته ومعه أربعة آلاف فنظّم الخَيْلَ من القادسيّة إلى خَفّان وما بين القَطْقُطانة إلى جبل لَعْلَع لمراقبة خطوط الحركة؛ لأنها مراكز ومحطَّات لابُدَّ للمُتوجِّهين صوب العراق والشام أنْ يمرُّوا بها. ووجّه الحصين الحر بن يزيد اليربوعي من بني رياح– وكان ضمن الأربعة آلاف- في ألف إلى الحسين، وقال: سايره ولا تدعه يرجع حتى يدخل الكوفة، وجعجع به، ففعل ذلك الحر بن يزيد.
روى أبو مخنف عن عبد الله بن سليم والمنذر ابن المشمعل الأسديين، قالا: كنّا نساير الحسين فنزل شراف وأمر فتيانه باستقاء الماء والإكثار منه، ثم ساروا صباحًا، فلما انتصف النهار رأينا هوادي الخيل فسبقناهم إلى ذي حسم، فضربت ابنية الحسين، وجاء القوم فإذا الحر في ألف فارس فوقف مقابل الحسين في حرّ الظهيرة والحسين وأصحابه معتمون متقلدوا أسيافهم، فقال الحسين لفتيانه: اسقوا القوم ورشفوا الخيل.

### خطبة الحسين قبل صلاة الظهر في منزل شراف
فلما سقوهم ورشفوا خيولهم، حضرت الصلاة. فأمر الحسين الحجاج ابن مسروق الجعفي وكان معه أن يؤذن فأذّن وحضرت الإقامة فخرج الحسين في أزار وردآء ونعلين، فحمد الله وأثنى عليه، ثم قال: «إيّها الناس إنّها معذرة إلى الله وإليكم إنّي لم آتكم حتى أتتني كتبكم وقدمت على رسلكم أن أقدم علينا فإنّه ليس لنا إمام لعلّ الله يجمعنا بك على الهدى، فإن كنتم على ذلك فقد جئتكم، فإن تعطوني ما أطمئن إليه من عهودكم ومواثيقكم أقدم مصركم، وإن لم تفعلوا وكنتم لمقدمي كارهين انصرفت عنكم إلى المكان الذي أقبلت منه إليكم»، قال: فسكتوا - الحر وجيشه - عنه. فقال للمؤذن: أقم، فأقام الصلاة، فقال الحسين بن علي للحر: «أتريد أن تصلى بأصحابك؟» قال: «لا، بل تصلي أنت ونصلي بصلاتك»، فصلى بهم الحسين.

### خطبة الحسين قبل صلاة العصر في منزل شراف
فلما كان وقت العصر أمر الحسين أن يتهيئوا للرحيل ثم إنّه خرج فأمر مناديه فنادى بالعصر وأقام فاستقدم الحسين فصلى بالقوم ثم سلّم وانصرف إلى القوم بوجهه فحمد الله وأثنى عليه ثم قال: «أمّا بعد أيها الناس فإنكم إن تتقوا وتعرفوا الحق لأهله يكن أرضى لله، ونحن أهل البيت أولى بولاية هذا الأمر عليكم من هؤلاء المدّعين ما ليس لهم والسائرين فيكم بالجور والعدوان، وإن أنتم كرهتمونا وجهلتم حقنا وكان رأيكم غير ما أتتنى كتبكم وقدمت به على رسلكم انصرفت عنكم». فقال له الحر بن يزيد: «إنا والله ما ندري ما هذه الكتب التي تذكر ولسنا من هؤلاء الذين كتبوا إليك وقد أمرنا إذا نحن لقيناك ألا نفارقك حتى نقدمك على عبيد الله بن زياد».

### وصول قافلة الحسين
فقال الحسين لأصحابه: قوموا فاركبوا، فركبوا فلما ذهبوا لينصرفوا حال القوم بينهم وبين الانصراف، فقال الحسين للحر: ما تريد؟ قال الحر: «أريد والله أن انطلق بك إلى عبيد الله بن زياد». قال له الحسين: «إذا والله لا اتبعك».
فقال له الحر: «إذن والله لا أدعك»، فترادا القول ثلاث مرات، ولما كثر الكلام بينهما قال له الحر: «إنّي لم أومر بقتالك وإنما أمرت أن لا أفارقك حتى أقدمك الكوفة، فاذا أبيت فخذ طريقًا لا تدخلك الكوفة ولا تردك إلى المدينة لتكون بيني وبينك نصفًا حتى أكتب إلى ابن زياد وتكتب أنت إلى يزيد بن معاوية إن أردت أن تكتب إليه أو إلى عبيد الله بن زياد إن شئت، فلعل الله إلى ذاك أن يأتي بأمر يرزقني فيه العافية من أن أبتلى بشيء من أمرك».
فتياسر الحسين وأصحابه عن طريق العذيب والقادسية وبينه وبين العذيب ثمانية وثلاثون ميلا والحر يسايره.
واصل الركب الحسيني حركته حتى وصل إلى البيضة صباحًا، فأمر الحسين أصحابه بالتوقف هناك لأداء الصلاة ثم أمرهم بالحركة متوجها صوب نينوى التي وصلها ظهر ذلك اليوم.

### وصول مبعوث ابن زياد
عندما وصل مبعوث أبن زياد مالك بن النسر الكندي، دفع إلى الحر كتابًا من عبيد الله، فإذا فيه: أما بعد فجعجع بالحسين حين يبلغك كتابي ويقدم عليك رسولي فلا تنزله إلا بالعراء في غير حصن وعلى غير ماء وقد أمرت رسولي أن يلزمك فلا يفارقك حتى يأتيني بإنفاذك أمري والسلام.
فلما قرأ الكتاب جاء به إلى الحسين ومعه الرسول، فقال هذا كتاب الأمير يأمرني أن أجعجع بكم في المكان الذي يأتني فيه كتابه، وهذا رسوله قد أمره أن لا يفارقني حتى أنفذ رأيه وأمره، وآخذكم بالنزول في ذلك المكان، فقال له الحسين: دعنا ننزل في هذه القرية نينوى أو هذه (الغاضرية) أو هذه يعنى شفيّة.
فقال الحر: والله لا أستطيع ذلك هذا الرجل بعث عليّ عينًا.
فقال زهير للحسين: يا ابن رسول الله صلى الله عليه وآله وسلم، إن قتال هؤلاء أهون علينا من قتال من بعدهم، فلعمري ليأتينا من بعدهم ما لا قبل لنا به. فقال له الحسين: ما كنت لأبدئهم بقتال. فقال له زهير: فسر بنا إلى هذه القرية فإنها حصينة وهي على شاطيء الفرات، فإن منعونا قاتلناهم، فقتالهم أهون من قتال من يجيء من بعدهم، فقال الحسين: وأي قرية هي؟ قال: العقر، فقال الحسين: اللّهم إنّي أعوذ بك من العقر. فنزل بمكانه وهو كربلاء.

## الحسين في كربلاء
ذكرت أكثر المصادر التاريخية أن ركب الحسين بن علي وصل إلى كربلاء يوم الخميس المصادف للثاني من المحرم سنة إحدى وستين للهجرة. إلا الدينوري حيث ذهب إلى القول بأنّ الحسين وصل إلى كربلاء يوم الأربعاء المصادف لأول يوم من شهر محرم. ولم يزل الحرّ يساير الحسين، وكلمّا أراد المسير، يمنعونه تارة ويسايرونه اُخرى حتّى بلغ كربلاء، فلمّا وصلها، قال: ما اسم هذه الأرض؟ فقيل: كربلاء. فقال: اللهمَّ، إنّي أعوذ بك من الكرب والبلاء. وكان علي بن أبي طالب قد مرَّ بهذا المكان عند مسيره إلى صفّين، فوقف فسأل عنه، فأُخبر باسمه، فقال: ها هنا محطّ ركابهم، وها هنا مهراق دمائهم! فَسُئل عن ذلك، فقال: ثقل لآل بيت محمّد ﷺ، ينزلون هاهنا!.
وقال الحسين: انزلوا، فها هنا مَحطُّ رحالنا، وسفك دمائنا، ومقتل رجالنا. ثمّ أمر الحسين بأثقاله، فحُطَّت بذلك المكان يوم الخميس الثاني من المحرم من سنة إحدى وستين وقيل يوم الأربعاء، غُرّة المحرّم من سنة إحدى وستين. وروي أنّ الحسين جمع ولده وإخوته وأهل بيته، ثم نظر إليهم فبكى ساعة، ثم قال: «اللهم إنا عترة نبيك محمد ﷺ وقد أخرجنا وطردنا وأزعجنا عن حرم جدّنا، وتعدّت بنو أمية علينا، اللهم فخذ لنا بحقنا، وانصرنا على القوم الظالمين». ثم أقبل على أصحابه، فقال: «الناس عبيد الدنيا والدين لعق على ألسنتهم، يحوطونه ما درّت معايشهم، فإذا محصوا بالبلاء قلّ الديانون». وجاء في بعض الأقوال أن الحسين اشترى الأرض المحيطة بقبره من أهل نينوى والغاضرية بمبلغ ستّين ألف درهم، ودفعها لهم صدقة بشرط أن يدلّوا الناس على قبره ويضيّفون القادم لزيارة قبره لثلاثة.
ولما نزل الحسين وأصحابه كربلاء في الثاني من المحرم  كتب الحرّ بن يزيد الرياحي إلى عبيد الله بن زياد بالخبر فكتب عبيد الله بن زياد كتابًا إلى الحسين يقول فيه: أما بعد، إنّ يزيد بن معاوية كتب إليَّ أن لا تغمض جفنك من المنام، ولا تشبع بطنك من الطعام أو يرجع الحسين على حكمي، أو تقتله والسلام. فلما ورد الكتاب قرأه الحسين ثم رمى به ثم قال: «لا أفلح قوم آثروا مرضاة أنفسهم على مرضاة الخالق». فقال له الرسول: «أبا عبد الله! جواب الكتاب؟». قال: «ما له عندي جواب، لأنّه قد حقّت عليه كلمة العذاب». فأخبر الرسول ابن زياد بذلك، فغضب من ذلك أشدّ الغضب وأمر بإعداد الجيش لمحاربة الحسين.

### وصول عمر بن سعد إلى كربلاء
كان وصول عمر بن سعد إلى كربلاء في الثالث من المحرّم على رأس أربعة آلاف مقاتل من الكوفيين.
وقد سجل المؤرخون في كيفية تولي عمر بن سعد مهمة محاربة الحسين، بأنّه: حينما علم عبيد الله بن زياد بموقف الحسين من كتابه التفت إلى عمر بن سعد بن أبي وقاص، وقد كان عمر بن سعد قبل ذلك بأيام قد عقد له عبيد الله بن زياد عقدًا وولاه الريّ ودستبي  وأمره بحرب الديلم، فخرج متوجهًا إليها ولما بلغ حمام أعين عسكر هناك ومعه أربعة آلاف، فلمّا كان ذلك اليوم استدعاه ابن زياد فقال له: «أريد أن تخرج إلى قتال الحسين بن علي، فإذا نحن فرغنا من شغله سرت إلى عملك إن شاء الله». فقال له عمر: «أيّها الأمير! إن أردت أن تعفيني من قتال الحسين بن علي فافعل!» فقال: «قد عفيتك فاردد إلينا عهدنا الذي كتبناه لك واجلس في منزلك نبعث غيرك».، فقال له عمر: «أمهلني اليوم، ولما رأى إصراره رضي بالمسير إلى كربلاء» وتوجّه بمعيّة الأربعة آلاف في اليوم الثاني نحو كربلاء.

### المفاوضات بين الحسين وعمر بن سعد
ما إن وصل عمر بن سعد إلى كربلاء حتى أرسل إلى الحسين عزرة بن قيس الأحمسي فقال: «إئتهِ فَسَلْهُ ما الذي جاء به، وماذا يريد؟» وكان عزرة ممّن كتب إلى الحسين، فاستحيا منه أن يأتيه!.
فعرض ذلك على الرؤساء الذين كاتبوه، فكلّهم أبى وكرهه!. فقام إليه كثير بن عبد اللّه الشعبيّ، فقال: «أنا أذهب إليه، واللّه لئن شئتَ لأفتكنَّ به!». فقال له عمر بن سعد: «ما أريد أن يُفتك به! ولكن ائته فسله ما الذي جاء به؟». فأقبل إليه، فلمّا رآه أبو ثمامة الصائدي قام إليه فقال: «ضَعْ سيفك! فلم يقبل ثمّ انصرف إلى عمر بن سعد فأخبره الخبر». فدعا عمر قُرّةَ بن قيس الحنظلي، فقال له: «ويحك يا قُرّة! إلقَ حسينًا فسله ما جاء به وماذا يريد؟».
فجاء قرة بن قيس حتّى سلّم على الحسين، وأبلغه رسالة عمر بن سعد إليه له. فقال الحسين: «كتب إليَّ أهل مصركم هذا أن اقدم، فأمّا إذ كرهوني فأنا أنصرف عنهم». فانصرف قرّة إلى عمر بن سعد فأخبره الخبر، فقال له عمر بن سعد: «إنّي لأرجو أن يعافيني اللّه من حربه وقتاله». وكتب إلى ابن عبيد الله بن زياد بذلك. فكتب ابن زياد إلى عمر بن سعد: «أمّا بعدُ: فقد بلغني كتابك، وفهمتُ ما ذكرتَ، فاعرض على الحسين أن يبايع ليزيد بن معاوية، هو وجميع أصحابه».

### تحشيد المزيد من الجيش ابن زياد
ولما سرح ابن زياد عمر بن سعد من حمّام أعين، أمر الناس فعسكروا بالنخيلة، وأمر أن لا يتخلف أحد منهم، وصعد المنبر وقال: «إن يزيد قد زادكم مائة مائة في أعطيتكم فلا يبقينّ رجل من العرفاء والمناكب والتجار والسكان إلا خرج فعسكر- مع عمر بن سعد- فأيما رجل وجدناه بعد يومنا هذا متخلفًا عن العسكر برئت منه الذمة». ثم استخلف على الكوفة عمرو بن حريث وخرج حتى عسكر في النخيلة.
جعل الجيش على جسر الكوفة وبعث إلى الحصين بن تميم وكان بالقادسية في أربعة آلاف، فقدم النخيلة في جميع من معه.
ثم دعا ابن زياد كثير بن شهاب الحارثي ومحمد بن الأشعث ابن قيس والقعقاع بن سويد بن عبد الرحمان المنقري وأسماء بن خارجة الفزاري وقال: «طوفوا في الناس فمروهم بالطاعة والاستقامة، وخوفوهم عواقب الأمور والفتنة والمعصية، وحثوهم على الالتحاق بالجيش». وأرسل المنقري في خيل إلى الكوفة، وأمره أن يطوف بها، فمن وجده قد تخلف أتاه به. فبنيا هو يطوف في أحياء الكوفة إذ وجد رجلًا من أهل الشام قد كان قدم الكوفة في طلب ميراث له، فأرسل به إلى ابن زياد، فأمر به، فضربت عنقه. فلمّا رأى الناس ذلك خرجوا.
ووجه أيضا إلى الحسين حجار بن أبجر العجلي وشبث بن ربعي وشمر بن ذي الجوشن. وكان شمر بن ذي الجوشن أوّل من التحق بعمر بن سعد.
ثم سرّح ابن زياد أيضا زيد (يزيد) بن ركاب الكلبي مع ألفين؛ وحُصَين بن نُمَير السكوني في أربعة آلاف، وابن رهينة المازني في ثلاثة آلاف، وحصين بن تميم الطهري مع ألفين ونصر بن حَربة (حرشة) في ألفين من الكوفيين.
ثم أرسل إلى شبث بن ربعي أن أقبل إلينا وإنا نريد أن نتوجه بك إلى حرب الحسين فجاء ومع ألف فارس. ثم أتبع ذلك بالحارث بن يزيد بن رويم فما زال ابن زياد يرسل العشرين والثلاثين والمئة من المقاتلين إلى عمر بن سعد حتى بلغ العدد في اليوم السادس من المحرم أكثر من عشرين ألف رجل. وجعل على الجيش عمر بن سعد.

### جلب المزيد من الأنصار للحسين
وأقبل حبيب بن مظاهر إلى الحسين فقال: «يا بن رسول الله ﷺ ههنا حي من بني أسد بالقرب منا أتأذن لي في المسير إليهم فأدعوهم إلى نصرتك، فعسى الله أن يدفع بهم عنك» قال: «قد أذنت لك»، فخرج حبيب إليهم في جوف الليل متنكرًا حتى أتى إليهم فعرفوه ولما علموا بما جاء به، تبادر إليه رجال الحي. فلما علم ابن سعد بذلك دعا برجل من أصحابه يقال له: الأزرق بن حرب الصيداوي، فضم إليه أربعمائة فارس ووجه نحو حي بني أسد، فبينما أولئك القوم قد أقبلوا يريدون عسكر الحسين في جوف الليل، إذا استقبلهم خيل ابن سعد على شاطئ الفرات، فناوش القوم بعضهم بعضًا واقتتلوا قتالًا شديدًا، وعلمت بنو أسد أنه لا طاقة لهم بالقوم، فانهزموا راجعين إلى حيهم ورجع حبيب بن مظاهر إلى الحسين فخبره بذلك فقال: «لا حول ولا قوة إلا بالله».

### قطع الماء على حرم الحسين
وما أن حلّ اليوم السابع من المحرم حتى كتب ابن زياد إلى ابن سعد: «أنْ حِل بين الحسين وأصحابه وبين الماء، فلا يذوقوا منه قطرة». فبعث عمر بن سعد في الوقت عمرو بن الحجّاج في خمسمئة فارس، فنزلوا على الشريعة وحالوا بين الحسين وأصحابه وبين الماء، ومنعوهم أن يستقوا منه قطرة.
وجاء في بعض المصادر أنّه لما اشتد العطش على معسكر الحسين قيض الحسين أخاه العباس لهذه المهمة وأمره أن يستقي للحرائر والصبية وضم إليه عشرين راجلًا وثلاثين فارسًا وقصدوا الفرات بالليل، وتقدم نافع بن هلال الجملي باللواء فصاح عمرو بن الحجاج: «من الرجل؟» قال: «جئنا لنشرب من هذا الماء الذي حلأتمونا عنه». وصاح نافع بأصحابه املأوا أسقيتكم فشدّ عليهم أصحاب ابن الحجاج فكان بعض القوم يملأ القرب وبعض كقمر بني هاشم ونافع بن هلال الجملي يقاتل فجاؤوا بالماء إلى معسكر الحسين.

### اللقاء الأخير بين الحسين وعمر بن سعد
لما تكاملت الجيوش في صحراء كربلاء أرسل الحسين عمرو بن قرظة الأنصاري إلى ابن سعد يطلب الاجتماع معه ليلا بين المعسكرين، فخرج كل منهما في عشرين فارسًا وأمر الحسين من معه أن يتأخر إلا العباس وابنه عليًا الأكبر وفعل ابن سعد كذلك وبقي معه ابنه حفص وغلامه. فقال الحسين: «يا ابن سعد أتقاتلني أما تتقي الله الذي إليه معادك؟! فأنا ابن من قد علمت! ألا تكون معي وتدع هؤلاء فإنه أقرب إلى الله تعالى؟».
ولما امتنع ابن سعد من الاستجابة للحسين وتذرع بحجج منها الخوف من أن تهدم داره وتصادر ضيعته ويحجز ماله. ولما أيس منه الحسين قام وهو يقول: «مالك ذبحك الله ذبحك على فراشك عاجلا ولا غفر لك يوم حشرك فوالله إني لأرجو أن لا تأكل من بر العراق إلا يسيرًا».
ثم تواصلت الحوارات بين الحسين وبين ابن سعد ثلاث أو أربع مرات. كتب على أثرها عمر إلى ابن زياد: «أمّا بعد، فإنّ الله تعالى قد أطفأ النائرة وجمع الكلمة وأصلح أمر الاُمّة؛ هذا الحسين قد أعطاني أنْ يرجع إلى المكان الذي منه أتى، أو أنْ يسير إلى ثغر من الثغور فيكون رجلًا من المسلمين، له ما لهم وعليه ما عليهم، أو أنْ يأتي أمير المؤمنين يزيد فيضع يده في يده فيرى فيما بينه وبينه رأيه، وفي هذا لك رضىً وللاُمّة صلاح».
وقد ناقش الكثير من الباحثين والمحققين مضمون ما جاء في كتاب عمر بن سعد حتى أن عقبة بن سمعان الذي لازم الحسين طوال الرحلة قال: «والله، ما أعطاهم الحسين أنْ يضع يده في يد يزيد، ولا أنْ يسير إلى ثغر من الثغور»، ولكنّه قال: «دعوني أرجع إلى المكان الذي أقبلت منه، أو أذهب في هذه الأرض العريضة».
فلمّا قرأ ابن زياد الكتاب، قال: «هذا كتاب ناصح لأميره، مشفق على قومه». فقام شمر بن ذي الجوشن وقال: «أتقبل هذا منه وقد نزل بأرضك وإلى جنبك؟! والله، لئن رحل من بلادك ولم يضع يده في يدك، ليكوننّ أولى بالقوّة والعزّة ولتكوننّ أولى بالضعف والعجز، ولكن لينزل على حُكمك هو وأصحابه، فإنْ عاقبت فأنت أولى بالعقوبة، وإنْ عفوت كان ذلك لك». فقال له ابن زياد: «نِعم ما رأيت! الرأي رأيك، اخرج بهذا الكتاب إلى عمر بن سعد فليعرض على الحسين وأصحابه النّزول على حكمي، فإذا فعلوا فليبعث بهم إليّ سلمًا، وإنْ أبوا فليقاتلهم، فإنْ فعل فاسمع له وأطع، وإنْ أبى فأنت أمير الجيش، فاضرب عنقه وابعث إليّ برأسه».
وكتب إلى ابن سعد: «إنّي لم أبعثك إلى الحسين لتكفّ عنه، ولا لتطاوله، ولا لتمنّيه السّلامة والبقاء، ولا لتعتذر عنه، ولا لتكون له عندي شافعًا، انظر فإنْ نزل الحسين وأصحابه على حُكمي واستسلموا فابعث بهم إليّ سِلمًا، وإنْ أبوا فازحف إليهم حتّى تقتلهم وتُمثّل بهم؛ فإنّهم لذلك مُستحقّون. فإنْ قتلت الحسين فأوطئ بالخيل صدره وظهره، ولستُ أرى أنّ هذا يضرّ بعد الموت شيئًا، ولكن عليّ قولٌ قد قلتُه: لو قد قتلتُه لفعلتُ هذا به. فإنْ أنت مضيت لأمرنا جزيناك جزاء السّامع المطيع، وإنْ أبيت فاعتزل عملنا وجُندنا، وخلّ بين شمر بن ذي الجوشن وبين العسكر، فإنّا قد أمّرناه بأمرنا، والسّلام».

### شمر في كربلاء
وصل شمر إلى كربلاء بعد ظهر يوم الخميس التاسع من المحرم سنة إحدى وستين، وسلّم الكتاب إلى عمر بن سعد فلمّا قرأ ابن سعد الكتاب، قال له: ما لك ويلك! لا قرّب الله دارك، وقبّح الله ما قدمت به عليّ. والله، إنّي لأظنّك أنت الذي نهيته أنْ يقبل ما كتبتُ به إليه، وأفسدت علينا أمرًا كنّا قد رجونا أنْ يصلح. لا يستسلم والله، حسين؛ إنّ نفس أبيه لَبين جنبيه. فقال له شمر: «أخبرني بما أنت صانع، أتمضي لأمر أميرك وتُقاتل عدوّه، وإلاّ فخلّ بيني وبين الجند والعسكر؟» قال: «لا، ولا كرامة لك، ولكن أنا أتولّى ذلك دونك».

### عرض كتاب الأمان على أبناء أم البنين
روي أنّ عبد الله بن أبي المحل بن حزام بن خالد بن ربيعة خاطب عبيد الله بن زياد قائلا: «أصلح الله الأمير إنّ بني أختنا مع الحسين فإن رأيت أن تكتب لهم أمانا فعلت». فكتب لهم أمانًا. فبعث به عبد الله بن أبي المحل مع مولى له يقال له كزمان أو عرفان، فلما قدم عليهم دعاهم فقال: «هذا أمان بعث به خالكم»، فقال له الفتية: «أن لا حاجة لنا في أمانكم».
وفي رواية أن الذي قرأ كتاب الأمان هو الشمر بن ذي الجوشن فرفض الفتية من أبناء أم البنين الاستجابة لذلك. وفي رواية ثالثة أن الذي طلب من ابن زياد كتاب الامان هو الشمر نفسه وهو الذي قرأه على العباس بن علي بن أبي طالب وإخوته جعفر وعثمان وعبد الله فرفضوا ذلك.
وبعد أن رفض الفتية كتاب الأمان في عصر التاسع من المحرّم نادى يا خيل الله اركبى وأبشرى فركب في الناس ثم زحف نحوهم بعد صلاة العصر، والحسين جالس أمام بيته محتبيًا بسيفه.

## وقائع المعركة

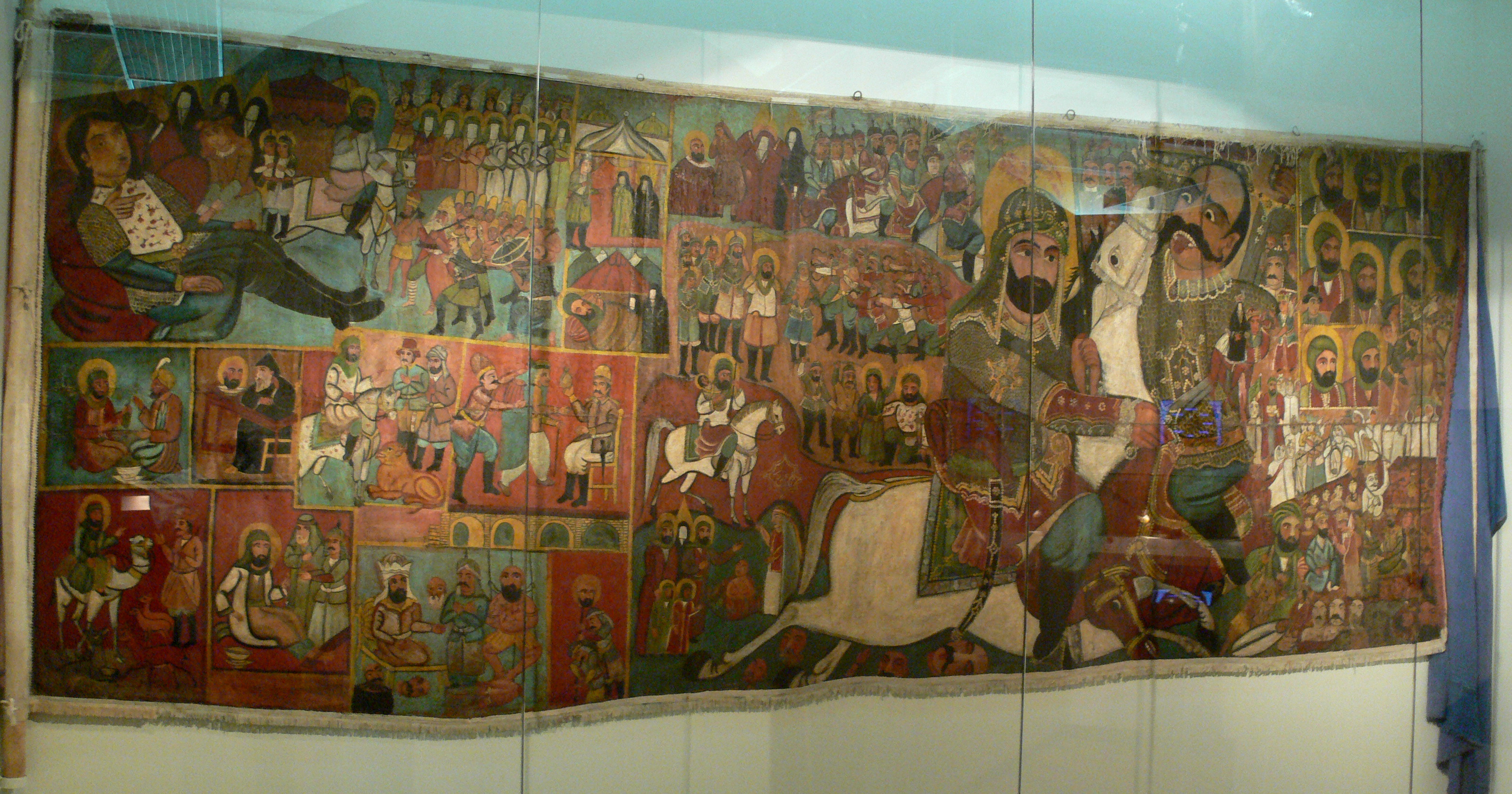
لوحة إيرانية زيتية مرسومة على القماش من القرن التاسع عشر تمثل معركة كربلاء، من المتحف الاستوائي في أمستردام.

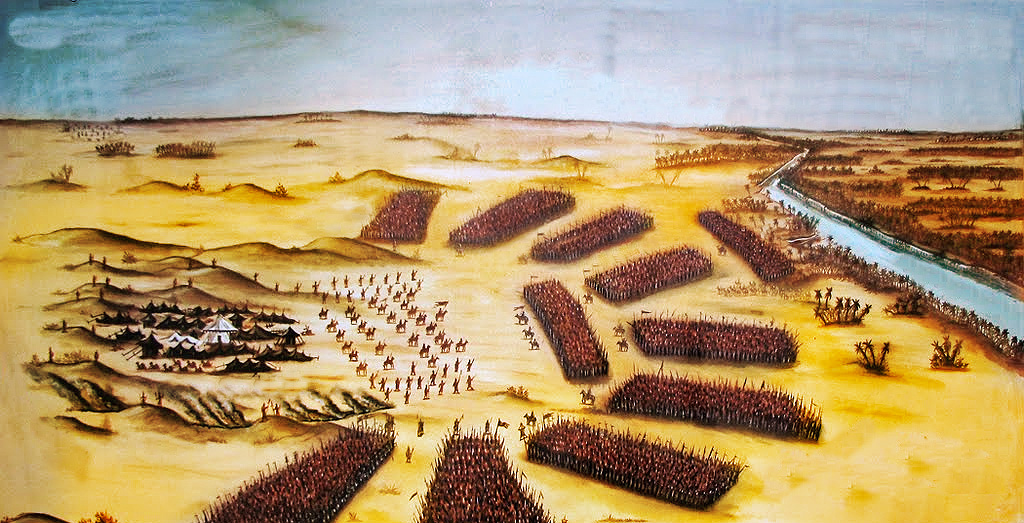
لوحة توضح موقع معسكر الإمام الحسين وجيش عمر بن سعد

في اليوم التالي عبأ عمر بن سعد رجاله وفرسانه فوضع على ميمنة الجيش عمرو بن الحجاج الزبيدي وعلى ميسرته شمر بن ذي الجوشن وعلى الخيل عروة بن قيس وكانت قوات الحسين تتألف من 32 فارسًا و40 راجلًا من المشاة وأعطى رايته أخاه العباس بن علي وقبل أن تبدأ المعركة لجأ جيش ابن زياد إلى منع الماء عن الحسين وصحبه، فلبثوا أيامًا يعانون العطش.
بدأ رماة الجيش الأموي يمطرون الحسين وأصحابه بوابل من السهام وأصيب الكثير من أصحاب الحسين ثم اشتد القتال ودارت رحى الحرب وغطى الغبار أرجاء الميدان واستمر القتال ساعة من النهار ولما انجلت الغبرة كان من أصحاب الحسين خمسون صريعًا واستمرت رحى الحرب تدور في ميدان كربلاء وأصحاب الحسين يتساقطون الواحد تلو الآخر واستمر الهجوم والزحف نحو من بقي مع الحسين وأحاطوا بهم من جهات متعددة و حُرِّقَت الخيام فراح من بقي من أصحاب الحسين وأهل بيته ينازلون جيش عمر بن سعد ويتساقطون الواحد تلو الآخر، ومنهم: ولده علي الأكبر، أخوته، عبد الله، عثمان، جعفر، محمد، أبناء أخيه الحسن أبو بكر، والقاسم، والحسن المثنى، ابن أخته زينب، عون بن عبد الله بن جعفر الطيار، آل عقيل: عبد الله بن مسلم، عبد الرحمن بن عقيل، جعفر بن عقيل، محمد بن مسلم بن عقيل، عبد الله بن عقيل.
بدأت اللحظات الأخيرة من المعركة عندما ركب الحسين جواده يتقدمه أخوه العباس بن علي بن أبي طالب حامل اللواء. إلا أن العباس ذهب إلى بحر العلقمي وهو جزء من نهر الفرات ليأخذ الماء إلى الحسين وأصحابه ولكن العباس لم يستطع أن يشرب شربة ماء واحدة إثارًا لأخوه الحسين وسرعان ما وقع صريعًا من جنود العدو ولم يبق في الميدان سوى الحسين الذي أصيب بسهم فاستقر السهم في نحره، وراحت ضربات الرماح والسيوف تمطر جسده، وحسب رواية الشيعة فإن شمر بن ذي جوشن قام بفصل رأس الحسين عن جسده بضربة سيف وفقًا لبعض الروايات؛ فأنهم جعلوا خيلا ً تسمى بخيل الأعوجي تمشي وتسير فوق جسد الحسين بن علي وكان ذلك في يوم الجمعة من عاشوراء في المحرم سنة إحدى وستين من الهجرة وله من العمر 56 سنة. ولم ينج من القتل إلا علي بن الحسين، فحفظ نسل أبيه من بعده.
قتل الحسين وجميع صحبه وبعض أهل بيته، وتذكر بعض الروايات خاصة الشيعية أن النساء والأطفال سيقوا إلى يزيد بن معاوية في الشام، بينما تذكر المصادر الأخرى أن النساء والأطفال عادوا إلى المدينة المنورة.

## بعد المعركة
هناك الكثير من التضارب حول التفاصيل الدقيقة لوقائع المعركة وما حدث بعد المعركة ولا يوجد مصادر محايدة يمكن الاعتماد عليها ولكن الإجماع على أن رأس الحسين قد قطع وتم إرساله مع نساء أهل بيت الحسين إلى الشام إلى بلاط يزيد بن معاوية فبعض المصادر تشير إلى أنه أهان نساء آل بيت النبي محمد بن عبد الله وأنهن أخذن إلى الشام مسبيات وأُهِنّ هناك ولكن مصادر أخرى تنفي سبي النساء وأن النساء والأطفال عادوا إلى المدينة المنورة. قال ابن تيمية: «إن يزيد بن معاوية لم يأمر بقتل الحسين باتفاق أهل النقل، ولكن كتب إلى ابن زياد أن يمنعه عن ولاية العراق، ولما بلغ يزيد قتل الحسين أظهر التوجع على ذلك، وظهر البكاء في داره ولم يسب لهم حريمًا بل أكرم بيته وأجازهم حتى ردهم إلى بلادهم» وهذه الرواية يرفضها الشيعة وبعض من أهل السنة.
هنالك أيضا جدل أزلي حول من كان المسؤول عن قتل الحسين، ففي نظر الشيعة والذي يوافق بعض المؤرخين من أهل السنة مثل ابن كثير في البداية والنهاية، وابن الأثير في الكامل، وابن خلدون في العبر والإمام الذهبي في تاريخ الإسلام فإن يزيد لم يكن ملتزما بمبادئ الإسلام في طريقة حياته وحكمه وكان هو المسؤول الأول عن مقتل الحسين.
أما موقف يزيد المعادي لآل البيت، فهنالك رواية تنفي ذلك طرحًا لمختلف الآراء فيذكر الطبري أن يزيدًا أرسل رسالة إلى عبيد الله بن زياد قائلًا «بلغني أن الحسين بن علي قد توجه إلى العراق، فضع المناظر (العيون أو المراقبون) والمسالح (جيوش تحمي الطرقات) واحترس على الظن وخذ على التهمة غير لا تقتل إلا من قاتلك». وقيل أيضا أنه اهتم بأهل بيت الحسين وحزن على مقتله.
أما موقف آخر يدل أن يزيد أمر بقتل الحسين في البداية وهذا هو حين كتب رسالة إلى وليد بن عتبة: «أما بعد فخذ حسينًا وعبد الله بن عمر وعبد الله بن الزبير بالبيعة أخذًا شديدًا ليست فيه رخصة حتى يبايعوا والسلام». ثم أردف يزيد كتابه هذا بكتاب آخر جاء فيه: «أما بعد فإذا أتاك كتابي هذا فعجّل عليّ بجوابه وبيّن لي في كتابك كل من في طاعتي أو خرج عنها وليكن مع الجواب رأس الحسين بن علي».

### مكان رأس الحسين

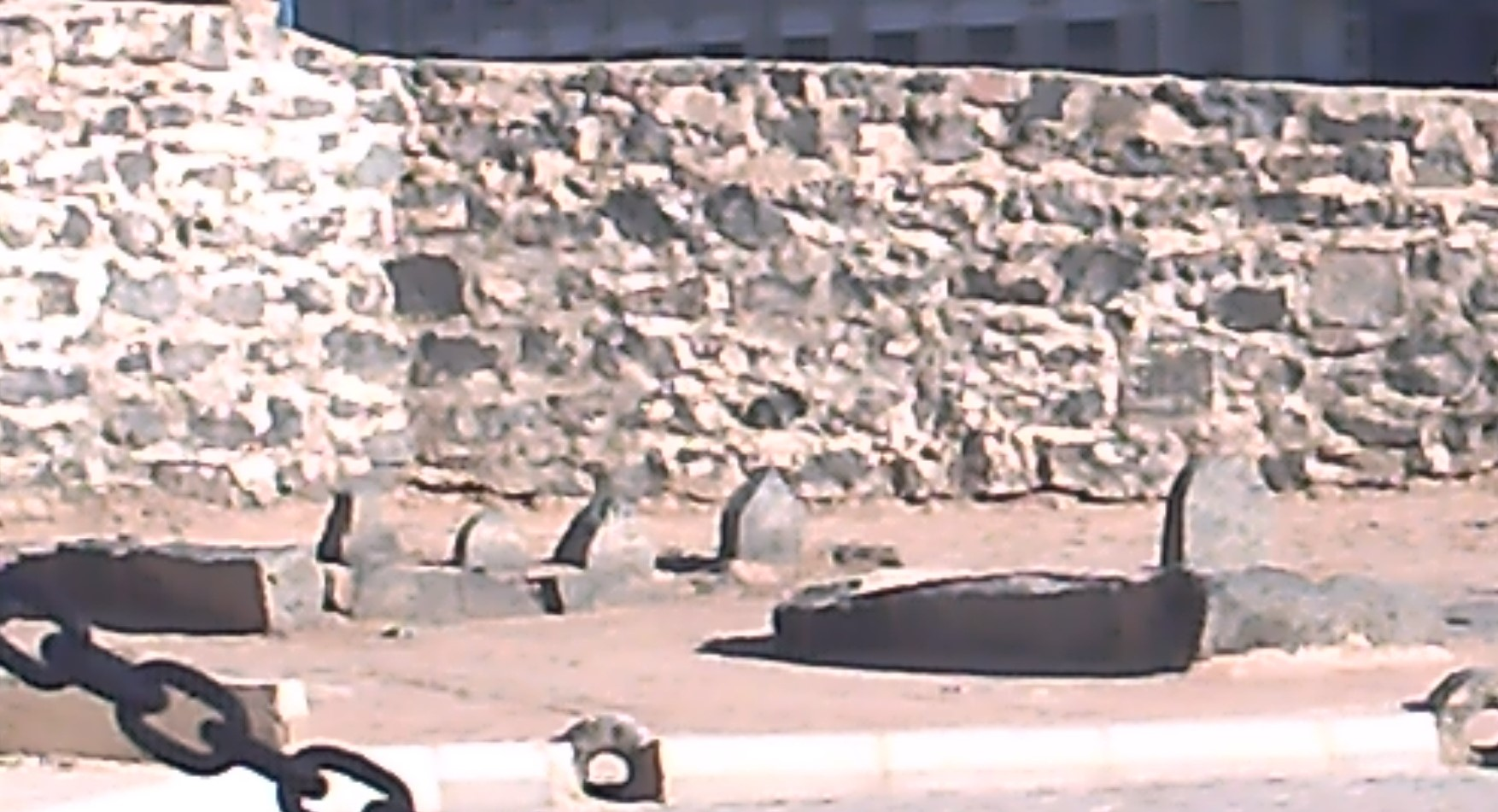
مقابر البقيع، حيث يذكر بعض المؤرخين أن الرأس مدفونة هناك.

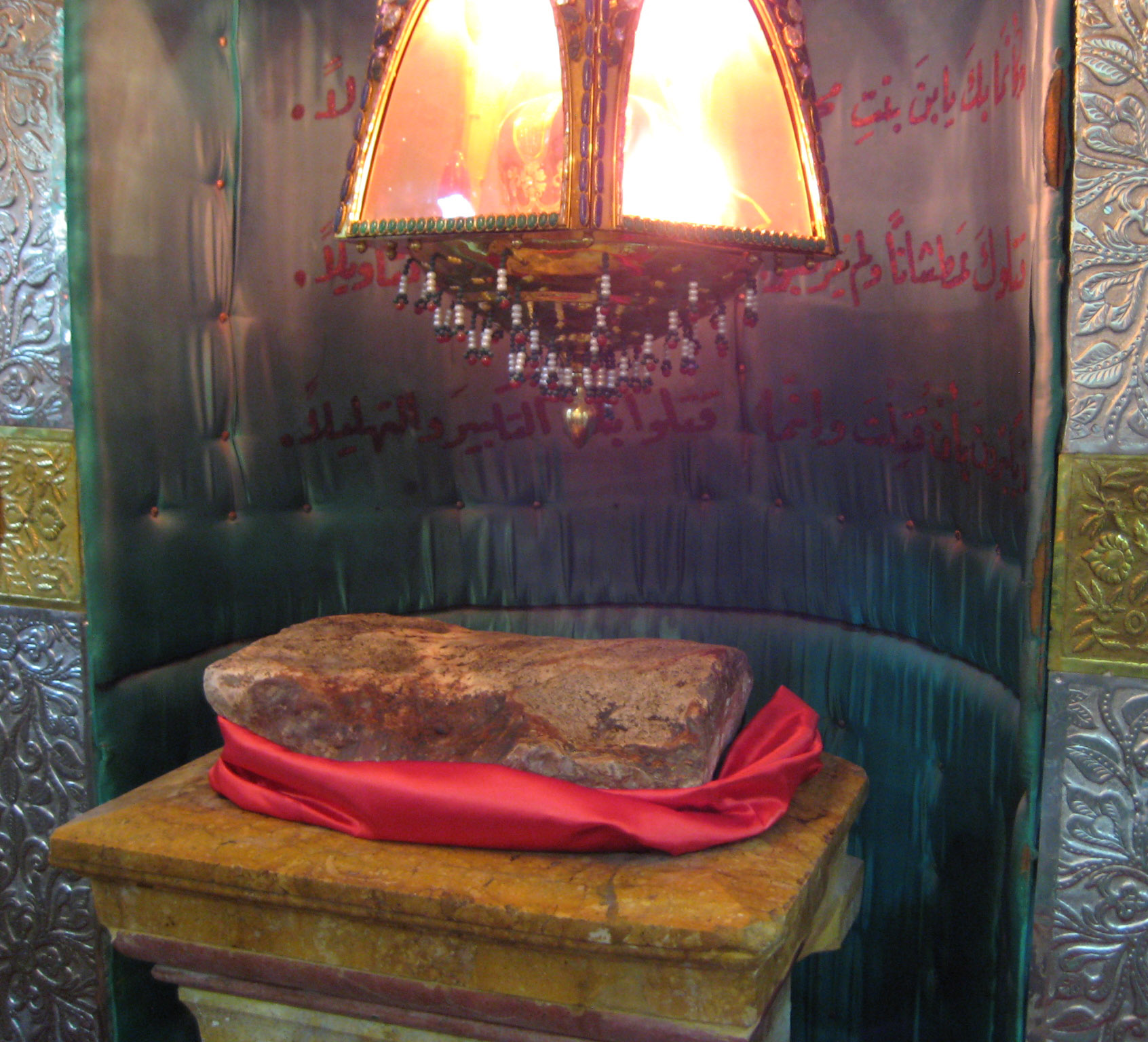
صخرة في مسجد النقطة بحلب يُقال أن رأس الحسين وُضِعَ عليها.

هناك اختلاف في تحديد موضع دفن رأس الحسين عند عامة الناس، ويرجع ذلك إلى اختلاف المشاهد التي يُدعى وجود رأس الحسين في كل منها، حيث توجد مشاهد يُقال أن بها رأس الحسين في دمشق وكربلاء والقاهرة، وادعى بعض المؤرخين وجوده في أماكن أخرى مثل الرقة وعسقلان والمدينة المنورة، ورجّح أخرون أن مكان الرأس مجهول، فأنكر الفضل بن دكين على من يعرف مكان قبر الحسين، وذكر محمد بن جرير الطبري أن موضع مقتله عُفى أثره حتى لم يستطع أحد تحديده.
يذهب عدد من علماء أهل السنة أن الرأس مدفوع بالبقيع بالمدينة المنورة، فروى محمد بن سعد البغدادي أن يزيد بعث برأس الحسين إلى عمرو بن سعيد الأشدق والي المدينة فدفنه عند قبر أمه فاطمة بالبقيع، وذكره أيضًا البلاذري وأبو يعلى الهمداني والزبير بن بكار وابن أبي الدنيا وابن الجوزي وأبو المؤيد الخوارزمي، وأكّد عليه ابن تيمية وقال: «أن الذي ذكره من يعتمد عليه من العلماء والمؤرخين: أن الرأس حمل إلى المدينة، ودفن عند أخيه الحسن».

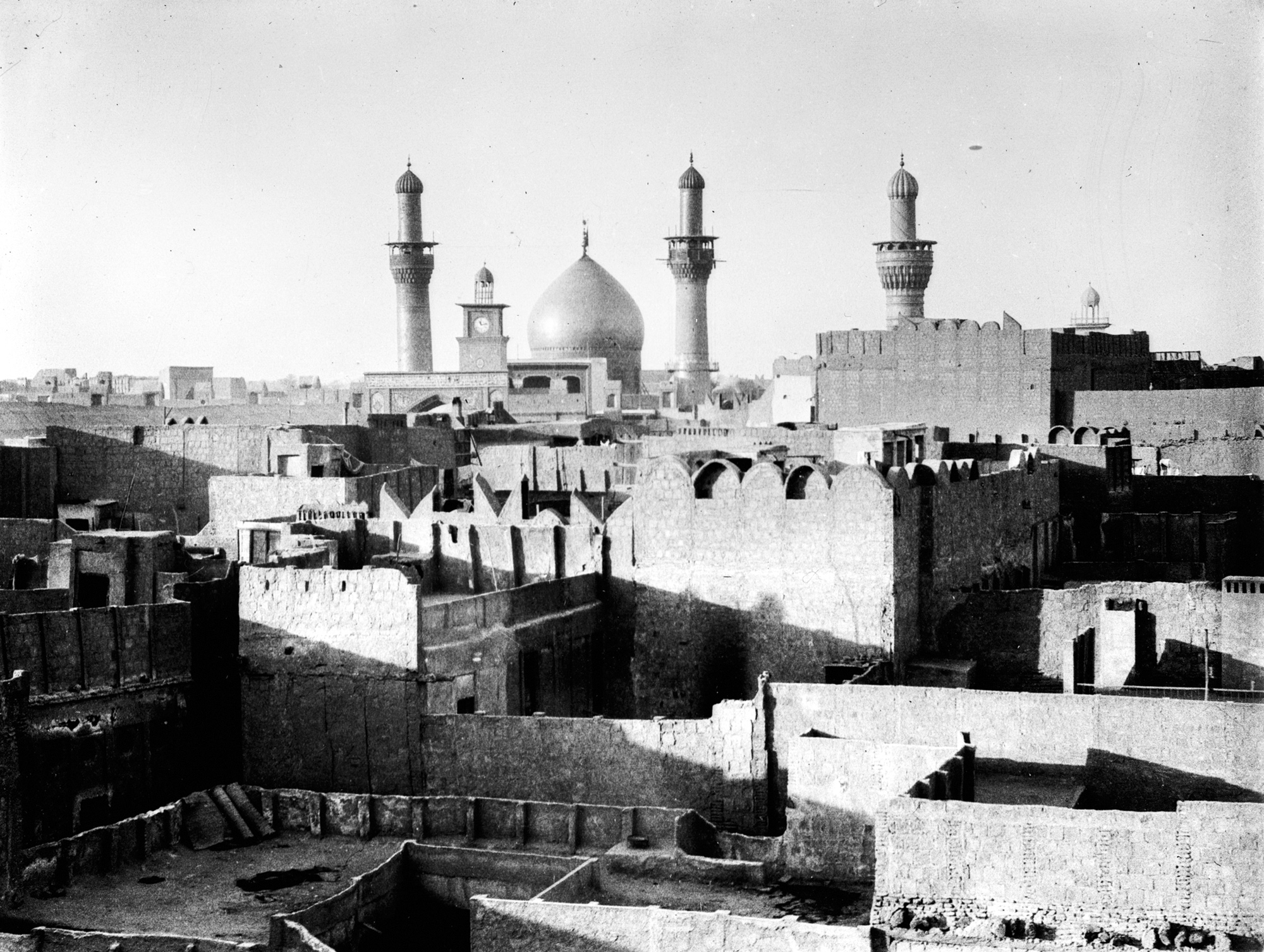
العتبة الحسينية في كربلاء سنة 1932.

والمشهور عند الشيعة أن الرأس مدفون مع الجسد في كربلاء، وأن علي بن الحسين السجاد أخذه معه وردّه إلى كربلاء بعد أربعين يومًا من مقتله أي يوم 20 صفر، وهو ما يُطلع عليه ذكرى الأربعين، نقل ذلك ابن شهر آشوب وقال أنه المشهور بين الشيعة، ونقله أيضًا الشريف المرتضى والطوسي وغيرهم.
وقيل أن الرأس لم يزل في خزانة يزيد بن معاوية حتى توفي، فأُخِذَ من خزانته فكُفِّنَ ودُفِنَ داخل باب الفراديس من مدينة دمشق، وقيل في حائط بدمشق، ومنهم من قال في دار الإمارة، ومنهم من قال في المقبرة العامة لدفن المسلمين، وانفرد سبط ابن الجوزي بقوله أن الرأس بمسجد بالرقة على نهر الفرات.

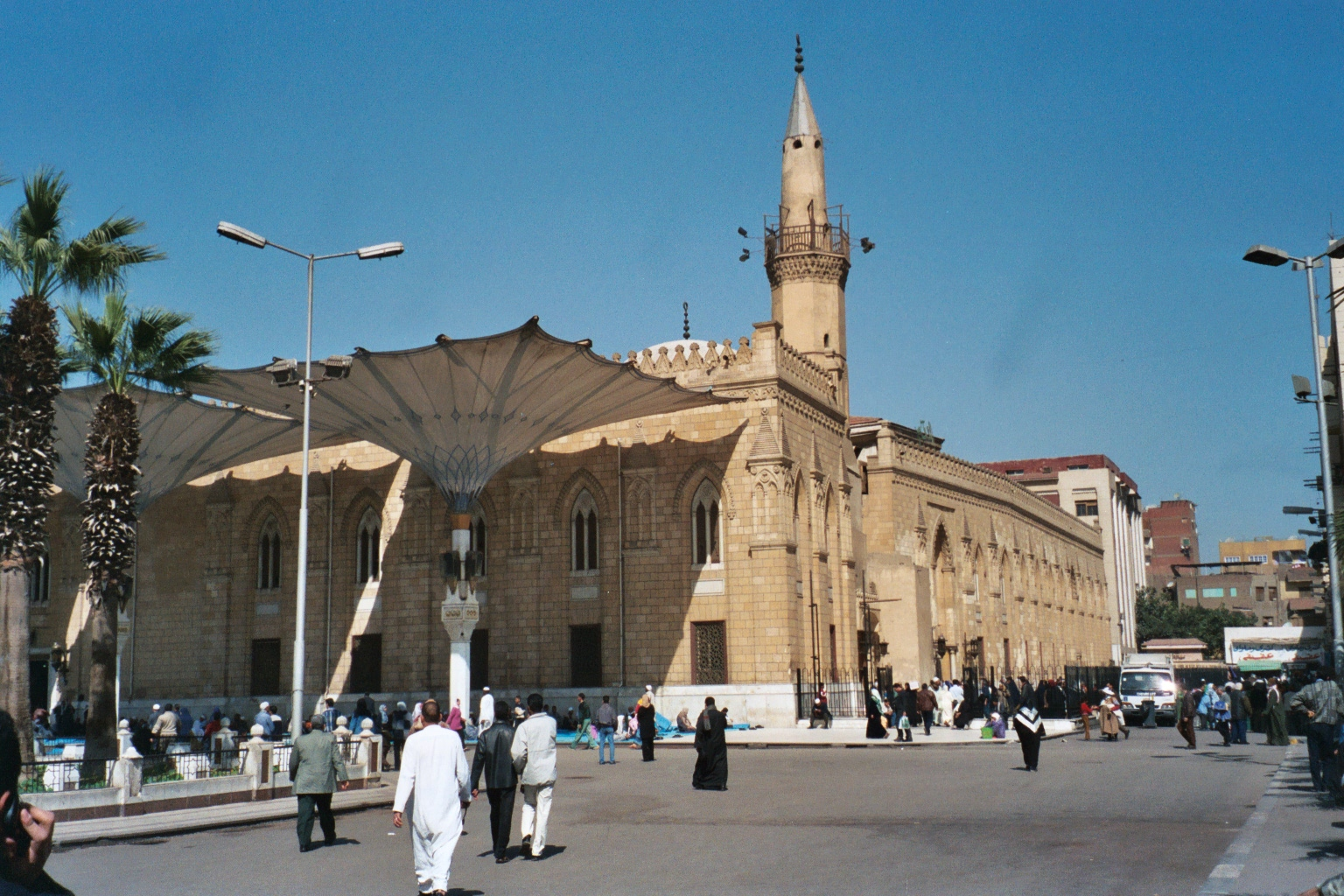
مسجد الإمام الحسين بالقاهرة حيث يظن البعض أن رأس الحسين هناك.

وقيل أن الرأس طيف به حتى دُفن بعسقلان، وذكر ابن بطوطة في رحلاته أن بها مشهد للحسين، تروي بعض الروايات ومن أهمها المقريزي أنه بعد دخول الصليبيين إلى دمشق واشتداد الحملات الصليبية قرر الفاطميون أن يبعدوا رأس الحسين ويدفونه في مأمن من الصليبيين وخصوصا بعد تهديد بعض القادة الصليبيين بنبش القبر، فحملوه إلى عسقلان ودفن هناك، وقيل بل تم في بداية القرن الثاني الهجري في عهد عمر بن عبد العزيز بعد سنة 101 هـ، وقيل مع قيام الدولة العباسية سنة 132 هـ، وهذا امتداد للرأي الذي يقول أن الرأس كان موجودًا في دمشق.
وقيل أن موضع الرأس في مسجد الإمام الحسين بالقاهرة، وهو أيضا امتداد للرأي السابق حيث يروي المقريزي أن الفاطميين قرروا حمل الرأس من عسقلان إلى القاهرة وبنوا له مشهدًا كبيرًا، وهو المشهد القائم الآن في حي الحسين في القاهرة، وذكروا أنه لما استولى الصليبيين على عسقلان قام وزير الفاطميين بمصر الصالح طلائع بن رزيك بدفع ثلاثين ألف درهم للصلبيبين مقابل أن يأخذ رأس الحسين، ووضعه في كيس من الحرير وأتى بها إلى القاهرة سنة 549 هـ وذلك حسب ما ذكر عدد من الأكاديميين في العصر الحديث مثل أيمن فؤاد سيد وسعاد ماهر. وأنكر ذلك ابن كثير الدمشقي وغيره.

### الثورات

#### ثورة التوابين
الكوفيون دعوا الحسين إليهم وكتبوا له. لم تلبث حماستهم أن خمدت فقتل مسلم وقتل هاني والكوفيون ينظرون وها هو الحسين على أبواب الكوفة قد حط رحاله في كربلاء
في ذلك الحين كان الكوفيون ثلاث فئات، فئة قليلة قد كانت فيمن طلب إلى الحسين القدوم إلى الكوفة ووعدته النصر فيمن وعد، وقد قامت هذه الفئة بمناصرته حينما أقبل مجيبًا الدعوة، وكان في هذه الفئة حبيب بن مظاهر الأسدي ونافع بن هلال الجملي وغيرهم. فئة أخرى كانت على نقيض الفئة الأولى لا تحفل بعقيدة وهي إذا كانت قد كتبت إلى الحسين فيمن كتب وتحمست لدعوته أشد التحمس وإذا كانت ترى في الحسين رجل الساعة المفرد الذي يخلق بالتأييد والنصرة فلاترى بأسًا وقد مالت الكفة مع ابن زياد أن تميل معها وتقاتل الذي دعته لتنضوي تحت لوائه. فئة ثالثة كانت وسطًا بين الفئتين فلا هي نصرت الحسين ولا هي نفرت لقتاله ولكنها انكمشت على نفسها تنكر المنكر بقلبها حتى إذا قتل الحسين ندمت على تركها نصرته وتلاومت فيما بينها ورأت أن قد أخطأت خطأ كبيرًا ومن هذه الفئة انبعثت فكرة الثورة التي عرف رجالها باسم «التوابين».

#### ثورة المختار الثقفي
كان المختار يطالب بدم الحسين بن علي ورفع شعار يالثارات الحسين وكان موكلًا من محمد بن علي بن أبي طالب المعروف بابن الحنفية، فقتل أغلبية من شارك في قتال الحسين بن علي بن أبي طالب، وعلى رأسهم عمر بن سعد، وشمر بن ذي الجوشن، وعبيد الله بن زياد، وحرملة بن كاهل الأسدي، وعبد الرحمن بن سعيد بن قيس الكندي، وسنان بن أبي أنس، والحصين بن نمير، وخولي بن يزيد الأصبحي.

#### ثورة زيد بن علي
ثورة زيد بن علي هي ثورة قام بها زيد بن علي بن الحسين بن علي بن أبي طالب، في الكوفة ناحية العراق، على الأمويين وحكم هشام بن عبد الملك، وذلك في يوم الأربعاء 2 صفر 122 هـ، وانتهت بالقضاء على ثورة زيد بن علي ومقتله. منذ أن خرج الحسين بن علي سنة 61 هـ على حكم يزيد بن معاوية، حيث استدعاه أهل الكوفة وانتهى هذا الخروج بقتل الحسين ومعظم أهل بيته في كربلاء، ومن يومها وما زال الطالبيون تراودهم فكرة الخروج مرة بعد مرة، ولكن المصاب الكبير وماجرى في معركة كربلاء كان يمنعهم، حتى جاء زيد بن علي زين العابدين بن الحسين.

## أثر معركة كربلاء

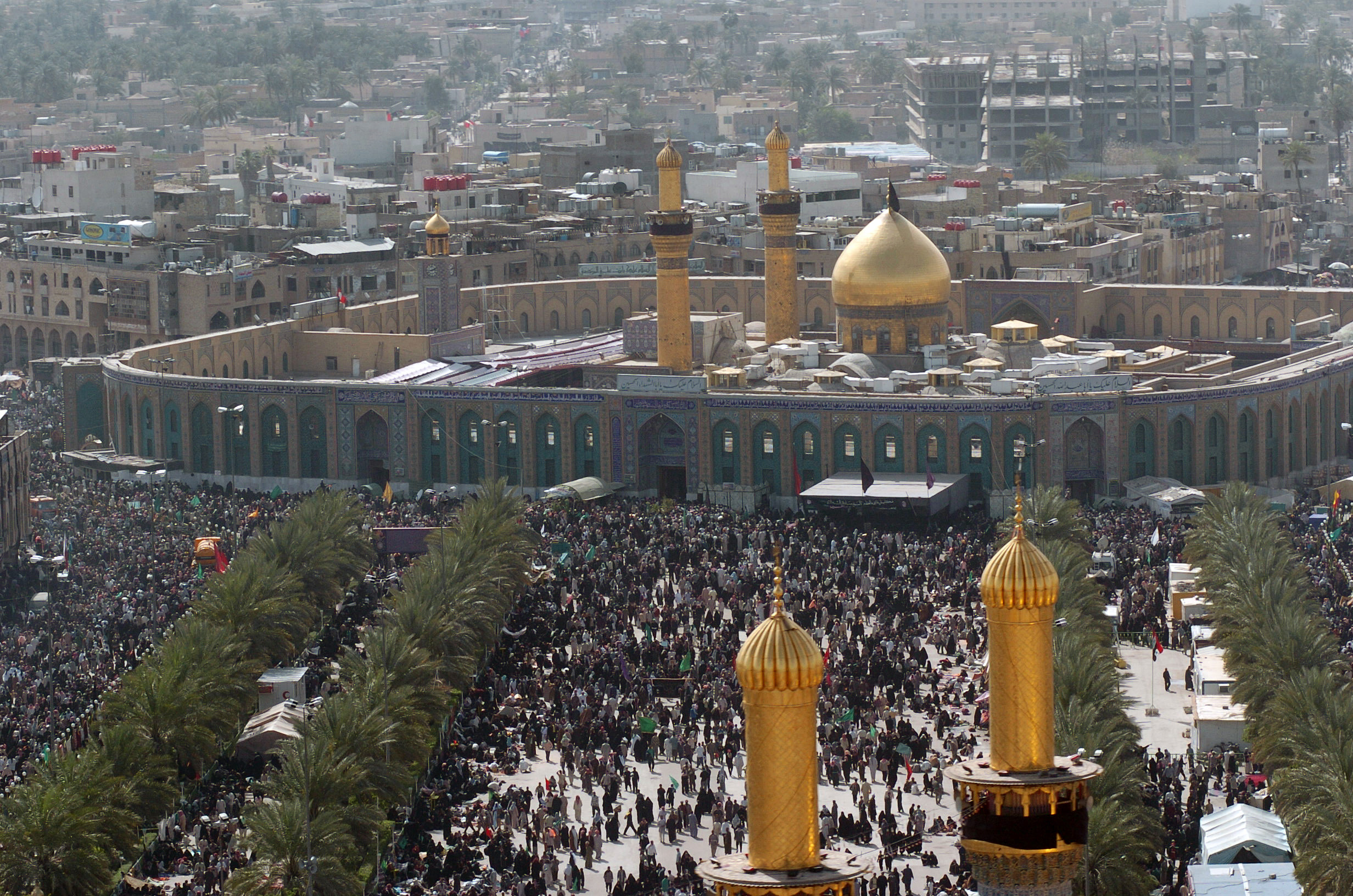
العتبة الحسينية في الأربعين.

صدم مقتل الحسين المجتمع الإسلامي، وتأثرت صورة يزيد لدى المسلمين، كان فلمقتل الحسين تأثير عاطفي على أهل السنة والجماعة، الذين يتذكرون الحدث باعتباره حادثًا مأساويًا وأن الذين قتلوا بصحبة الحسين شهداء. بينما كان التأثير على الشيعة أعمق حسب ظهر على شكل مراسم وشعائر وعقائد.

### المذهب الشيعي
في الفترة ما بين مقتل الخليفة عثمان بن عفان ومعركة كربلاء، أصبح المسلمون أما إلى جانب علي بن أبي طالب وأهل البيت، وأما إلى جانب معاوية بن أبي سفيان وبني أمية بالإضافة إلى مجموعة أخرى اتخذت موقف الحياد بين الطرفين، إلا أن هذا الانقسام لم يتحول حتى ذلك الوقت إلى انقسام فقهي أو عقائدي. إلا أنه وبعد واقعة كربلاء بدأ الانقسام يأخذ منحى آخر؛ حيث ساهمت واقعة كربلاء في إعطاء الفريق المنتمي إلى شيعة علي هوية مختلفة، حتى تحول إلى مذهب فقهي كامل في زمن الإمام السادس للشيعة جعفر الصادق. كتب هاينز هالم: «لم يكن للشيعة أي جانب ديني قبل عام 680. كان موت الإمام الثالث (الحسين) وأتباعه بمثابة الانفجار الكبير الذي أدى إلى توسع النُّظم الشيعية سريعًا وبعثها إلى الحياة».

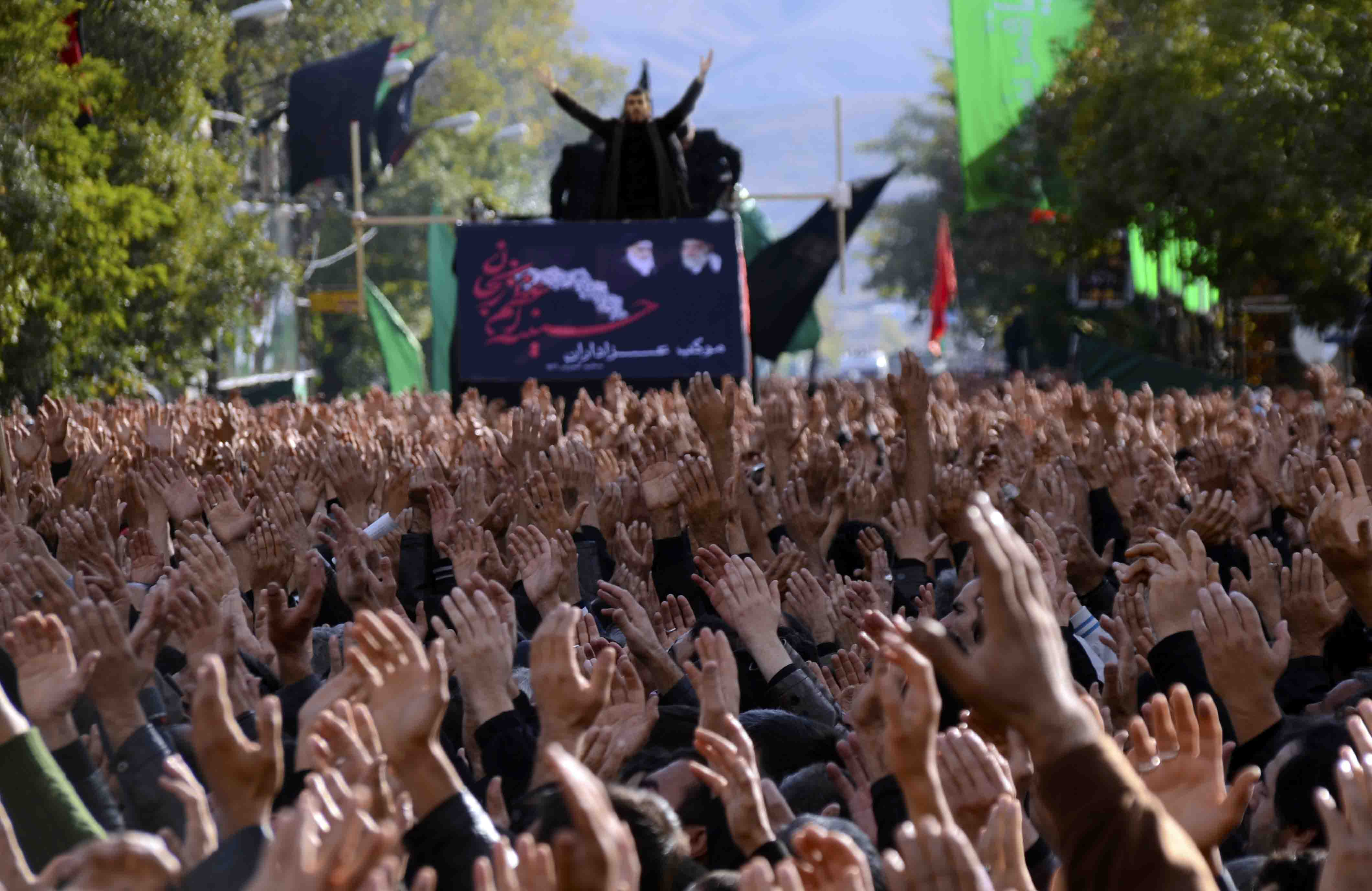
طقوس الضرب على الصدر

يعتقد الشيعة أن موت الحسين في كربلاء كان بمثابة تضحية لمنع فساد الإسلام من قبل الحكام المستبدين ولحماية عقيدة الإسلام. يُعتقد أن الحسين كان على دراية كاملة بمصيره ونتائج تمرده، الذي يعتقد أنه كان أمرًا إلهيًا. وبذلك يُذكر بأنه سيد الشهداء. يصف المؤرخ البريطاني جيرالد هاوتينغ معركة كربلاء بأنها «أسمى» مثال على «المعاناة والاستشهاد» للشيعة. ووفقًا لعبد العزيز ساتشدينا يعتبر الشيعة واقعة كربلاء ذروة المعاناة والقمع والانتقام الذي أصبح أحد الأهداف الأساسية للعديد من الانتفاضات الشيعية. ويُعتقد أن الانتقام من مقتل الحسين سيكون أحد الأهداف الأساسية للإمام الشيعي الثاني عشر محمد بن الحسن المهدي، الذي يُنتظر ظهوره في آخر الزمان.

#### الشعائر الشيعية
يعتبر المسلمون الشيعة أن العتبة الحسينية من الأماكن المقدسة، ويحثون على زيارتها. ووفقًا للتقاليد الشيعية، قام بأول زيارة للعبتة الحسينية علي بن الحسين السجاد زين العابدين وأهله أثناء عودتهم من الشام إلى المدينة المنورة. إلا أن أول زيارة مسجلة تاريخيًا هي زيارة الصحابي سليمان بن صرد وأتباعه من التوابين إلى قبر الحسين قبل مغادرتهم إلى معركة عين الوردة. وبحسب ما ورد فقد رثوا وضربوا صدورهم وقضوا ليلة بالقرب من القبر. بعد ذلك اقتصر هذا التقليد على أئمة الشيعة لعدة عقود، قبل أن يكتسب زخمًا بزمن جعفر الصادق، كما شجع البويهيون والصفويون هذه الممارسة. تحدث الزيارات الخاصة في 10 محرم (زيارة عاشوراء) وبعد 40 يومًا من ذكرى مقتل الحسين التي تُعرف بزيارة الأربعين. تعتبر تربة كربلاء مبجلة لدى الشيعة حيث أنها قد مزجت بدم الحسين ومن قتل معه ويذهب البعض من الشيعة إلى أن لها آثار شفائية خارقة.

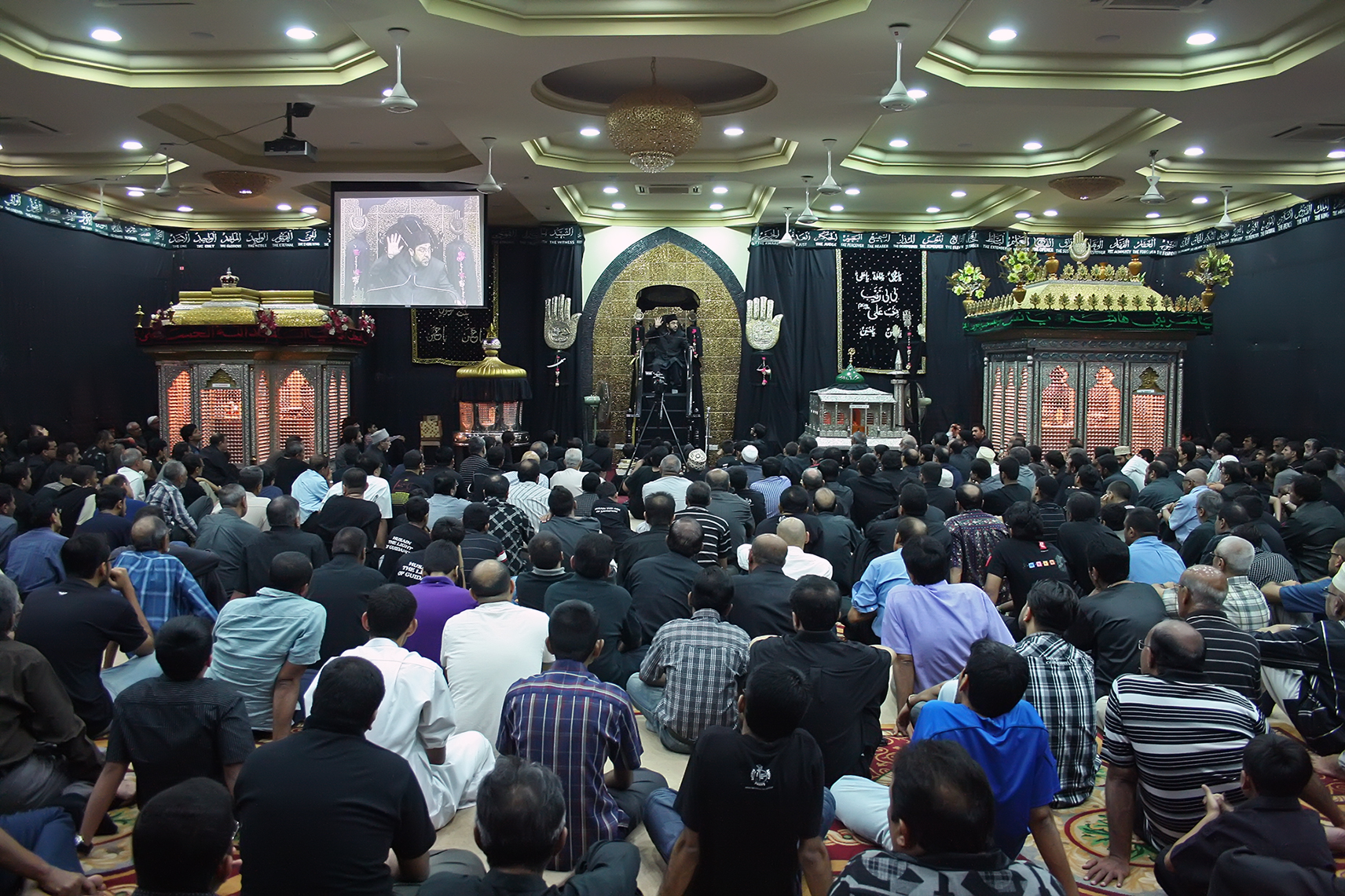
مجلس ينعقد في الحسينية

يعتبر الشيعة أن الحزن على الحسين من سبل النجاة في الآخرة، ويكون ذكرى لمعاناته. وبعد وفاة الحسين، عندما نُقلت عائلته إلى عبيد الله بن زياد، ورد أن زينب شقيقة الحسين صرخت بعد رؤية جسده مقطوع الرأس، ويعتبر الشيعة أن هذا أول رثاء للحسين. بالإضافة أن على بن الحسين قضى بقية حياته في البكاء على والده، وبالمثل يُعتقد أن فاطمة والدة الحسين تبكي عليه في الجنة، وأن بكاء المؤمنين طريقة لمواساة أحزانها. تُنظم التجمعات الخاصة بالمناسبة (المجالس الحسينية، الرثاء، ذكر المَقاتِل) في أماكن مخصصة لهذا الغرض تسمى الحسينية. وفي هذه التجمعات تروى قصة كربلاء والمراثي المختلفة ويتلوها القراء المختصين بذلك.

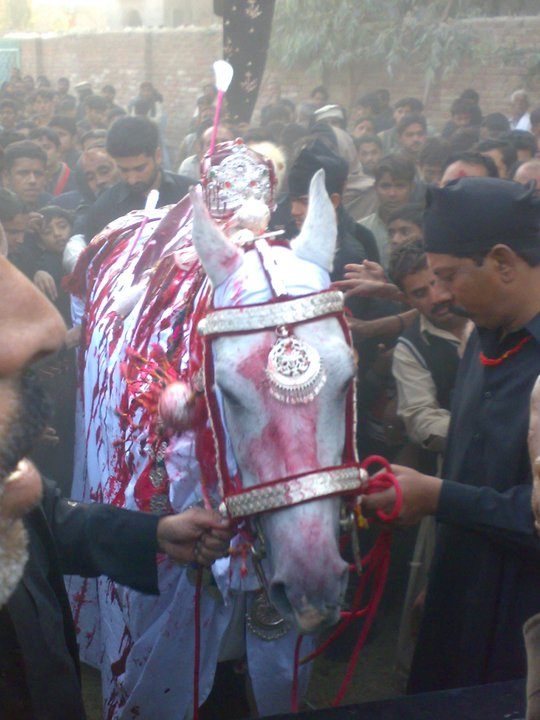
ذو الجناح في موكب محرم

خلال شهر محرم، تقام مواكب عامة لإحياء ذكرى معركة كربلاء، لكن هذه الشعائر لا ترجع إلى زمن المعركة، ولكنها نشأت في القرن العاشر، فظهرت لأول مرة في بغداد عام 963 في عهد معز الدولة البويهي. تنطلق المواكب من الحسينية ويقف المشاركون في الشوارع ويضربون صدورهم ورؤوسهم قبل أن يعودوا إلى الحسينية لحضور المجلس الحسيني. وفي بعض الأحيان تستخدم السلاسل والسكاكين لإحداث الجروح ونزف الدم. وفي جنوب آسيا، يقاد حصان مزين بالزخارف في المواكب يسمى ذو الجناح، نسبة إلى حصان الحسين في المعركة، يقاد بلا راكب في الشوارع. وفي إيران، تُعرض مشاهد تمثيلية لمعركة كربلاء على خشبة المسرح أمام الجمهور في طقوس تسمى التعزية. وفي الهند تشير التعزية إلى التوابيت والنسخ المقلدة لمقبرة الحسين المحمولة في المواكب.
تتم معظم هذه الطقوس خلال الأيام العشرة الأولى من شهر محرم، وتصل إلى ذروتها في اليوم العاشر، على الرغم من أن المجالس يمكن أن تقام أيضًا على مدار العام. يقوب مايكل فيشر أن إحياء الشيعة لذكرى معركة كربلاء ليس فقط إعادة سرد القصة، بل يقدم لهم أيضًا «نماذج الحياة وقواعد السلوك» التي تنطبق على جميع جوانب الحياة، الذي يسميه نموذج كربلاء. وطبقًا لأولمو جولز فإن نموذج كربلاء يزود الشيعة بمعايير بطولية وروح استشهادية، ويمثل تجسيدًا للمعركة بين الخير والشر والعدالة والظلم. انتقد العديد من العلماء الشيعة الطقوس التي تنطوي على جلد الذات، لأنها تعتبر بدعة تضر بسمعة المذهب الشيعي. وقد حظر المرشد الأعلى لإيران علي خامنئي هذه الممارسة في إيران منذ عام 1994.

### في السياسة
كان أن أول استخدام سياسي لمقتل الحسين خلال تمرد المختار الثقفي، عندما استولى على الكوفة تحت شعار «الانتقام للحسين». وعلى الرغم من أن التوابين استخدموا نفس الشعار، إلا أنه لا يبدو أنه كان لديهم برنامجًا سياسيًا من أجل تعزيز شرعيتهم. وأيضا ادعى العباسيون أنهم انتقموا لموت الحسين عن طريق خلع الأمويين عن العرش، وخلال السنوات الأولى من حكمهم، شجعوا أيضًا طقوس محرم. أما البويهيون فكانوا سلالة شيعية في الأصل من إيران، وعندما سيطروا على العاصمة العباسية بغداد، روَّجوا للطقوس العامة في محرم لتصوير أنفسهم على أنهم رعاة للدين وتقوية الهوية الشيعة في العراق. بعد استيلاء الصفويين على إيران عام 1501 أعلنوا أن دين الدولة هو الإسلام الشيعي الاثنا عشري، وأصبحت طقوس كربلاء ومحرم وسيلة للدعاية الصفوية ووسيلة لترسيخ هوية السلالة الشيعية. وزعم رضا يلدرم أن الدافع للثورة الصفوية كان الانتقام لمقتل الحسين. واعتبر مؤسس السلالة إسماعيل الصفوي نفسه المهدي (الإمام الشيعي الثاني عشر) أو سلفه. وبالمثل قام القاجاريون بتشجيع إقامة طقوس محرم مثل المواكب، التعزية والمجالس لتحسين العلاقة بين الدولة والجمهور.

#### الثورة الإيرانية
لعبت واقعة كربلاء ورمزيتها الشيعية دورًا مهمًا في الثورة الإيرانية عام 1979. عكس النظرة التقليدية إلى المذهب الشيعي كمذهب للمعاناة والحداد والتهدئة السياسية، تم منح الإسلام الشيعي ومعركة كربلاء تأويلات جديدة في الفترة التي سبقت الثورة من قبل مفكرين ومرجعيات دينية مثل جلال آل أحمد وعلي شريعتي ونعمة الله صالحي نجف آبادي. ووفقًا لهؤلاء، فإن التشيع كان أيديولوجية للثورة والنضال السياسي ضد الاستبداد والاستغلال، وكان ينظر إلى معركة كربلاء ومقتل الحسين كنموذج للنضال الثوري. وكان لابد من استبدال البكاء والحداد بالنشاط السياسي لتحقيق مُثل الحسين.
بعد إصلاحات الثورة البيضاء للشاه الإيراني محمد رضا بهلوي، والتي عارضها رجال الدين الإيرانيون وغيرهم، وصف روح الله الخميني الشاه بأنه يزيد عصره. وكتب الخميني: «نضال الحسين في كربلاء يفسر بنفس الطريقة كالنضال ضد مبدأ الملكية غير الإسلامية». وهكذا تمت مقارنة معارضة الشاه بمعارضة الحسين ليزيد، وأصبحت التجمعات الطقسية في محرم ذات طبيعة سياسية بشكل متزايد. وفقَا لكمران آغي، فإن عداء الشاه لمختلف طقوس محرم، والتي اعتبرها غير حضارية، قد ساهم في سقوطه. وقامت الجمهورية الإسلامية التي تأسست بعد الثورة منذ ذلك الحين بالترويج لطقوس محرم. حيث يشجع رجال الدين على المشاركة العامة في الانتخابات كشكل من أشكال «النشاط السياسي» يمكن مقارنته بالنشاط السياسي للحسين. وكذلك روح الاستشهاد التي دعا لها المسؤولون الإيرانيون لدى القوات الإيرانية خلال الحرب العراقية الإيرانية اقتداءً بتضحية الحسين.

## كربلاء في الأدب

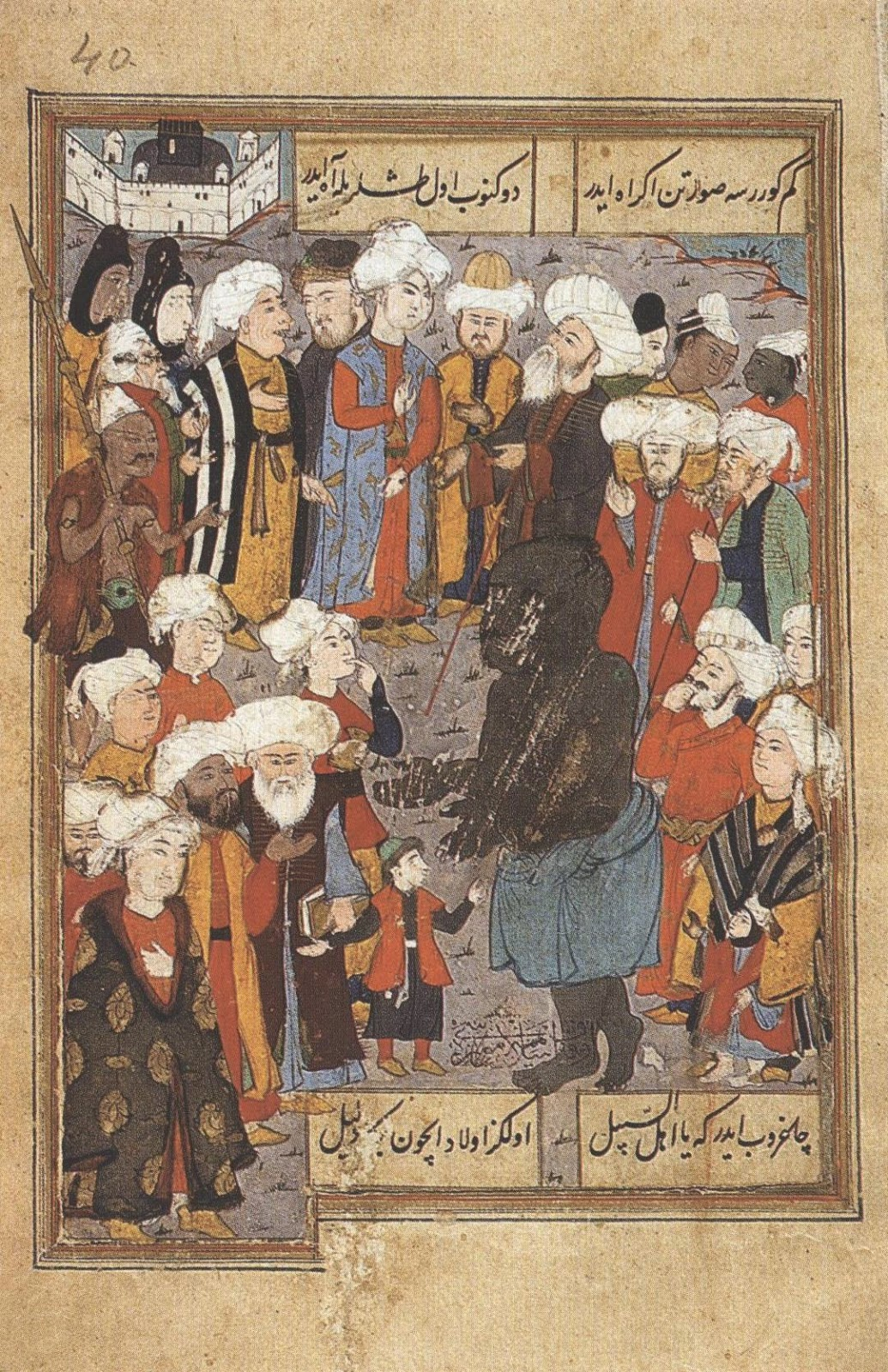
جمَّال يحكي للعامة الأحداث التي شهدها في كربلاء.

شكلت رواية (بحر الحزن) لمير مشرف حسين عن كربلاء في القرن التاسع عشر، سابقة للملحمة الإسلامية في الأدب البنغالي. ويرى فيلسوف وشاعر جنوب آسيا محمد إقبال أن تضحيات الحسين تشبه تضحية إسماعيل، ويقارن معارضة الحسين ليزيد بمعارضة موسى لفرعون. ويقارن الشاعر الأردي الصوفي ميرزا غالب معاناة الحسين بمعاناة الحسين بن منصور الحلاج، وهو صوفي من القرن العاشر الميلادي أُعدم بتهمة الزندقة وإدعاء الألوهية ووحدة الوجود.

### أدب المَقاتِل والأعمال القصصية
المَقتل (جمعها المَقاتل) أعمال قصصية تروي قصة وفاة شخص ما. على الرغم من كتابة مقاتل عن مقتل عثمان وعلي وغيرهما، إلا أن أسلوب المقاتل ركز على قصة مقتل الحسين أساسًا.
بالإضافة إلى مَقتل أبي مخنف، تمت كتابة مقاطع عربية أخرى عن الحسين. يمزج بعضها بين الأحداث التاريخية مع بعض الأحداث الأسطورية، والبعض الأخر قد ذهب إلى المغالاة في رواية القصة وربطها بأحداث إعجازية كوصف الكون والإنسانية على أنهما خُلقا في يوم عاشوراء. أو على أن عاشوراء كان يوم ولادة إبراهيم ومحمد وصعود المسيح إلى السماء، والعديد من الأحداث الأخرى المتعلقة بالأنبياء.} يُزعم أن الحسين قد قام بالعديد من المعجزات، بما في ذلك إطفاء عطش رفاقه بوضع إبهامه في أفواههم وإشباع جوعهم بإنزال الطعام من السماء، وقتل عدة آلاف من المهاجمين الأمويين. وتزعم روايات أخرى أنه عندما مات الحسين، ذرف حصانه الدموع وقتل العديد من الجنود الأمويين. وأن السماء احمرت وأمطرت دماءَ. وأن الملائكة والجن والحيوانات البرية بكت. وأن كل قاتليه واجهوا نهاية مفجعة.
دخلت المقاتل لاحقًا إلى الأدب الفارسي والتركي والأوردي، وألهمت في تطوير المراثي الفارسية التي تسمى في إيران بالروضة وهي سرد طقسي لأحداث المعركة في المجالس.
هناك المئات من الكتب التي أُلفت عن واقعة كربلاء بدأ من القرن الأول الهجري، مثل:
- كتاب (مقتل الحسين) لأبي القاسم الأصبغ بن نباتة الجاشعي التميمي الحنظلي الذي يعد أول كتاب تناول مقتل الحسين وقد كتبه في القرن الأول الهجري.

ومن بين الأوائل الذين ألفوا كتبا عن مقتل الحسين:
- أبو أحمد الجلودي،
- وأبو الحسن علي بن محمد المدائني في القرن الثالث الهجري،
- وأبو الفضل نصر بن مزاحم المنقري العطار المتوفى سنة 212 هـ وغيرهم كثيرون.

وصدرت كتب المقاتل التي تروي ملحمة كربلاء ومن بين أهمها:
- (مقاتل الطالبيين) لأبي الفرج الأصفهاني،
- و (مقتل الحسين) لأبي مخنف الازدي الذي اعتمد عليه الطبري في تاريخه عن واقعة كربلاء،
- و (مقتل الحسين) لعبد الرزاق المقرم.
- وصدر (المجالس السنية) لمحسن الأمين العاملي،
- كما صدر كتاب (نهضة الحسين) للسيد هبة الدين الشهرستاني.

### المراثي والروضة

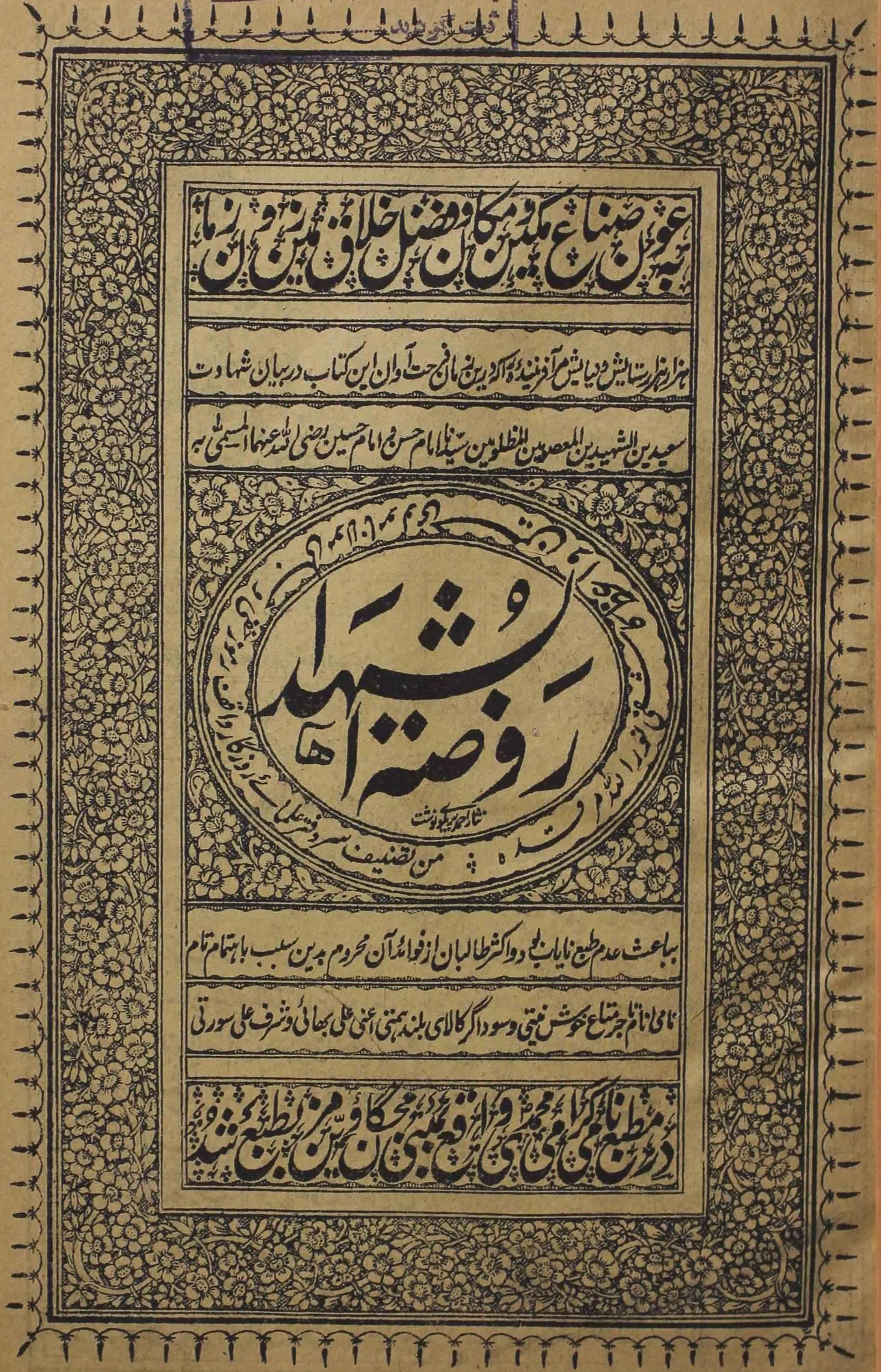
غلاف كتاب روضة الشهداء باللغة الفارسية أحد أشهر المراثي.

عندما أصبح الإسلام الشيعي المذهب الرسمي لإيران في القرن السادس عشر، رعى الحكام الصفويون مثل شاه طهماسب الأول الشعراء الذين كتبوا عن معركة كربلاء. وانتشر أسلوب المراثي، وكتب العديد من المؤلفين الفارسيين نصوصًا تروي نسخًا رومانسية ومركبة من المعركة والأحداث منها، بما في ذلك روضة الإسلام لسعيد الدين ونور الأئمة لأبي المؤيّد موفّق الخوارزمي اللذان أثرا في تكوين النص الأكثر شهرة روضة الشهداء، الذي كتبه حسين الكاشفي عام 1502. كان مؤلَف الكاشفي عاملًا فعالًا في تطوير روضة خواني (قارئ الروضة أو قارئ العزاء) المأخوذ اسمها أساسًا من كتابه روضة الشهداء.
كذلك كتب الشاعر الأذربيجاني فوضلي نسخة مختصرة ومبسطة منها بالتركية العثمانية في عمله «حديقة السعداء». كذلك أثرت على أعمال مماثلة باللغة الألبانية، مثل: ملحمة داليب فراشوري حديقة الخير (Kopshti i të Mirëvet) وهي أقدم وأطول ملحمة حتى الآن مكتوبة باللغة الألبانية والتي وصَفت معركة كربلاء بالتفصيل وفراشوري يثني على من سقطوا شهداء، ولا سيما الحسين.
وكذلك المرثية الأردية ذات طبيعة دينية في الغالب، وتركز عادة على رثاء معركة كربلاء. وكان حكام جنوب الهند في بيجابور مثل العادل شاهية، وسلطنة غولكوندا مثل قطب شاهي رعاة للشعر وشجعوا تلاوة المرثية الأردية في محرم، وأصبحت المرثية الأردية بعد ذلك شائعة في جميع أنحاء الهند. ومن الشعراء الأرديين المشهورين بتأليف المرثية مير تقي مير، وميرزا رافي سودة، ومير أنيس، وميرزا سلامة علي دبير.

### الشعر الصوفي
في الصوفية، يعتبر فناء النفس والمعاناة في سبيل الله من المبادئ الأساسية، ويُنظر إلى الحسين على أنه نموذج صوفي. يصف الشاعر الصوفي الفارسي السنائي الحسين بأنه شهيد، وهو أعلى مرتبة من كل شهداء العالم. بينما يعتبره فريد الدين العطار نموذجًا أوليًا للصوفي الذي ضحى بنفسه في حب الله. ويصف جلال الدين الرومي معاناة الحسين في كربلاء على أنها وسيلة لتحقيق الوصول إلى الله، ومن ثَم يعتبرها مسألة ابتهاج وليس حزنًا. وخصص الشاعر السندي الصوفي شاه عبد اللطيف بهتائي قسمًا في كتابه شاه جو ريسالو لموت الحسين، حيث تذكر الحادثة في الرثاء والمراثي. وهو أيضًا يرى موت الحسين تضحية في سبيل الله، ويدين يزيد ويعتبره محروم من رحمة الله. كما صنف الصوفي التركي يونس أمره الحسين وشقيقه الحسن على أنهما «رأس الشهداء» و«ملوك الجنة» في أناشيده.

## إحياء الذكرى
يحيي الشيعة ذكرى المعركة في كل سنة هجرية ابتدءً من الأول من محرم لحد العاشر من محرم، وقد يصل الإحياء لليوم الثالث عشر، قد يتضمن الإحياء بعض الشعائر مثل إقامة المجالس والمواكب الحسينية، وزيارة ضريح الحسين، واللطم والتطبير وغيرها. ويحيى أيضًا الأربعين أي اليوم العشرون من صفر والذي يوافق مرور 40 يوم على مقتل الإمام الحسين بن علي بن أبي طالب في معركة كربلاء على يد جيش عبيد الله بن زياد.

### يوما عاشوراء والأربعين

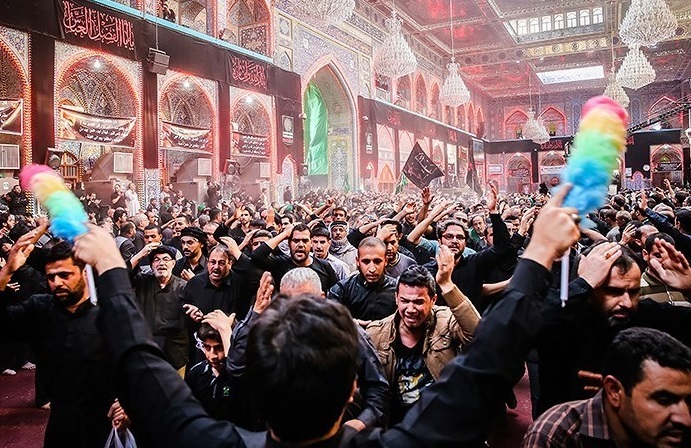
حشد من الشيعة يحيون مراسم عاشوراء في كربلاء عام 2016، حيث يظهر رادود بإنشاد الرثاء، ويلطم الحاضرون مرددين الرثاء.

يوافق يوم مقتل الحسين يوم العاشر من المحرم، وهو اليوم الذي نجّى الله فيه موسى من فرعون، وصيامه مستحب عند أهل السنة والجماعة، فقد روى البخاري عن ابن عباس قال: «قدم النبي ﷺ المدينة فرأى اليهود تصوم يوم عاشوراء فقال: ما هذا؟ قالوا: هذا يوم صالح، هذا يوم نجَّى الله بني إسرائيل من عدوهم فصامه موسى، قال: «فأنا أحقُّ بموسى منكم، فصامه وأمر بصيامه».».

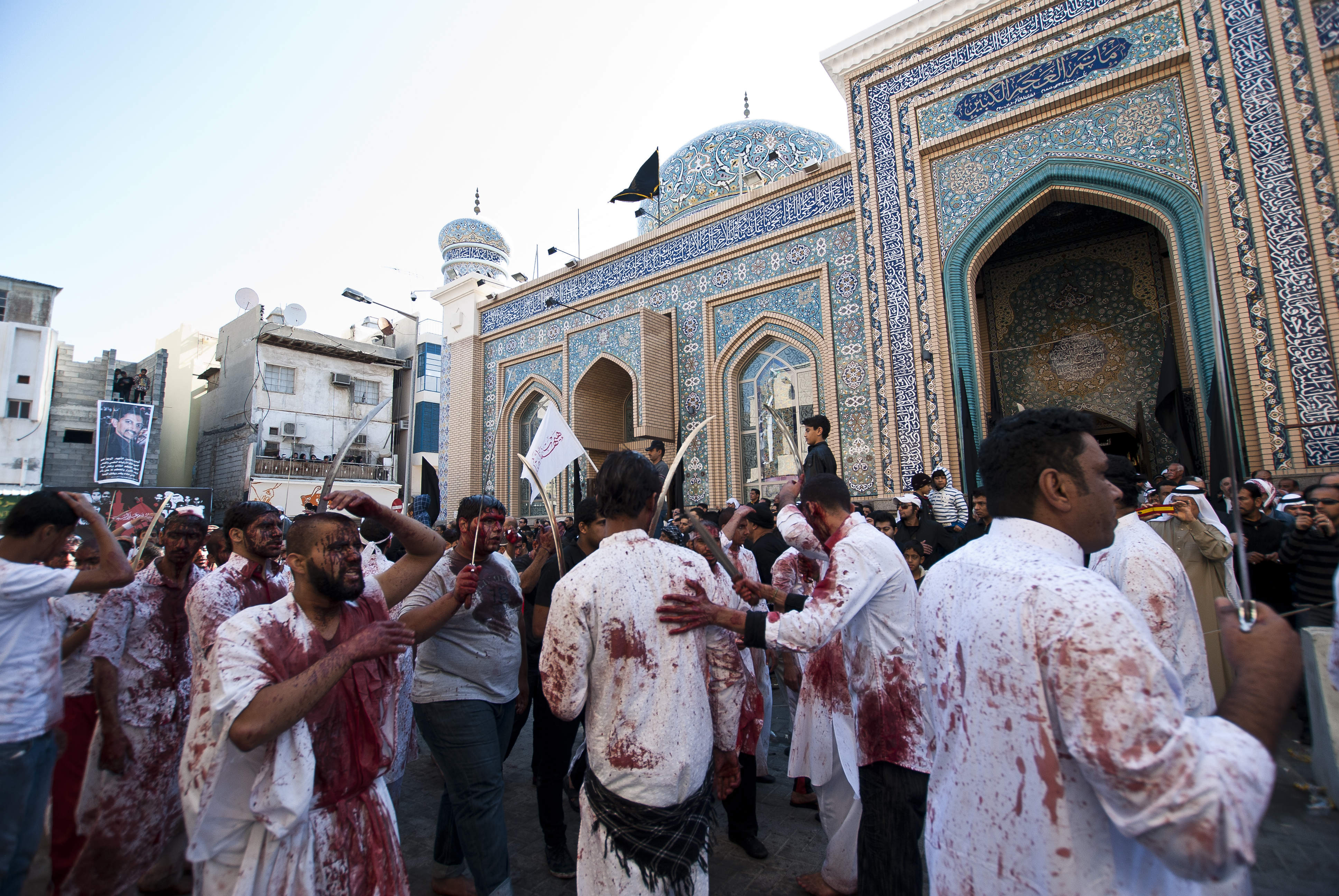
مجموعة من الشيعة يمارسون التطبير في البحرين عام 2011 في ذكرى عاشوراء.

بينما يُتخذه الشيعة يوم حزن وعزاء وبكاء، كما تُقام مجالس العزاء، وتُقام المحاضرات لعرض حادثة مقتل الإمام الحسين بن علي على الناس من خلال الخطيب والذي غالبا ما يجلس على المنبر متوسطًا الناس، ليبكي الناس على المقتل، ثم تبدأ شعائر أخرى كاللطم، ويجلس الرادود يردد المراثي على اللاطمين، ويُجرَى فيها تمثيل مقتل الحسين ويظهرون في هذه المجالس ما فيه من مظاهر الحزن والبكاء وما يصاحبه من كثرة الأعلام ودق الطبول وغيرهما. كما تُقام المواكب لزيارة العتبة الحسينية في كربلاء، ويقوم الشيعة بما يُسمى بالشعائر الحسينية، مثل: اللطمية، ولبس السواد، وتمثيل مشاهد من معركة كربلاء، والتطبير، ويستخدم في التطبير سيوف وقامات أو أي أدوات حادة أخرى، فيضرب المطبرون رؤوسهم بهذه الأدوات لإحداث جرح لإسالة الدماء من الرأس أو الضرب بالسلاسل، ويكون التطبير في الغالب بصورة جَماعية وعلى شكل مواكب ومسيرات تجوب الشوراع والأماكن العامة، ولا يزال التطبير رائجًا في عدد من البلدان كالعراق ولبنان وباكستان والهند وأذربيجان والبحرين. وتستمر هذه الشعائر حتى 20 صفر وهو ما يُسمى بزيارة الأربعين.